# Audi A3 8V
L'Audi A3 8V è la terza generazione dell'Audi A3, un'autovettura di fascia medio-bassa (Segmento C) prodotta dalla casa automobilistica tedesca Audi dal 2012 al 2020.

## Storia e profilo

### Debutto
Un'anteprima degli interni della generazione 8V della compatta di Ingolstadt si ebbe nel gennaio del 2012 al Consumer Electronics Show di Las Vegas. La presentazione ufficiale della vettura si ebbe invece il 6 marzo dello stesso anno al Salone di Ginevra. Come già nelle generazioni precedenti, anche in questo caso, la vettura debuttò inizialmente solo con carrozzeria a due volumi e a tre porte, per poi essere proposta successivamente anche in altre varianti di carrozzeria.

### Design esterno ed interno
Per quanto riguarda l'impronta stilistica conferita a questo nuovo modello, si scelse ancora una volta la strada della sobrietà unita ad una nutrita dose di eleganza. L'impostazione generale del corpo vettura, per quanto riguarda la distribuzione dei volumi e delle linee, rimaneva pressoché invariata rispetto al modello precedente ma cambiava in quanto la terza generazione mostrava linee ancora più tese e spigolose. Si era ormai lontani dalle forme morbide tipicamente di metà anni '90 della prima generazione, mentre dalla generazione 8P ci si stava distaccando più gradualmente, consci del successo ottenuto da quel modello e quindi cercando di non rischiare con eccessive e troppo brusche evoluzioni stilistiche. Gli ingombri esterni aumentarono ancora: circa 10 cm in più rispetto alla precedente A3 a tre porte, ma appena un centimetro e mezzo in più in larghezza. Più spigoloso divenne quindi il frontale, con gruppi ottici più affilati e una calandra che pur non rinunciando al vistoso formato "single frame", divenne più spigolosa, specie nella parte superiore, tendendo così alla forma esagonale. Anche il paraurti anteriore appariva come un'evoluzione stilisticamente più "graffiante" di quello della precedente A3, così come pure la fiancata, sempre con una linea di cintura decisamente alta, passaruota sempre bombati e in cui la nervatura laterale appariva tanto calcata ed evidente da andare a costituire lo scalino posteriore in cui andare a modellare i gruppi ottici in coda. Questi ultimi, sempre a sviluppo orizzontale, sarebbero stati di forma quasi rettangolare se non fosse stato per la loro maggior larghezza sul lato esterno. La pulizia delle linee rimase comunque sempre un imperativo ed anzi, vennero compiuti sforzi non indifferenti allo scopo di aumentare la percezione di purezza stilistica. Un esempio fu il lavoro di saldatura al plasma e di spazzolatura della giunzione fra tetto e fiancata, efficace a tal punto da far apparire la carrozzeria nel sup insieme come se fosse costituita da un pezzo unico. Da questi affinamenti in chiave più moderna derivò una personalità più decisa per la A3 8V, ma senza esagerazioni, sempre all'insegna di quella sobrietà che caratterizzava i modelli della casa di Ingolstadt.

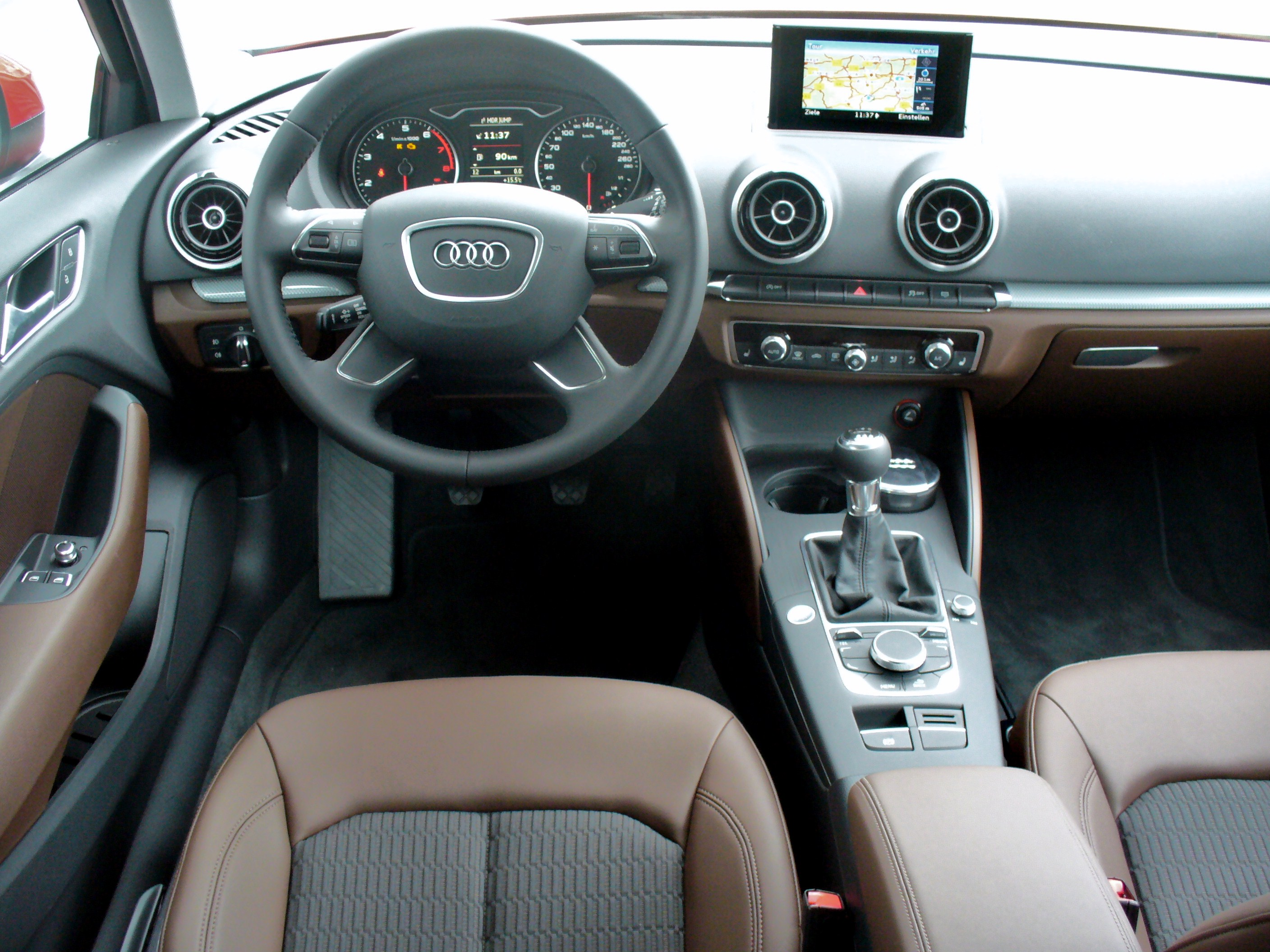
Il posto guida di una delle prime A3

Pur confermandosi su buoni livelli, l'abitabilità interna non rimase esente da pecche, specie se confrontata con altri modelli concorrenti che nel frattempo si erano evoluti migliorando in particolare sotto quel profilo. Se infatti è normale che l'accesso al divano posteriore risulti più scomodo in una versione a tre porte rispetto a quella a cinque (anche considerando i 23 mm in più di passo), va comunque osservato come altre vetture della stessa fascia di mercato potessero offrire qualche centimetro in più per i passeggeri posteriori. Gli interni vennero comunque ridisegnati in chiave più moderna accentuando il livello di cura e finiture e rendendo la vettura ancora più elegante anche nell'abitacolo. Il posto guida poteva disporre di un ampio range di regolazioni per permettere a chiunque di cucirsi addosso la posizione di guida più congeniale. Il volante rinunciò al mozzo in stile "single frame" della generazione precedente per divenire tondo. Il gruppo plancia-cruscotto-console divenne interamente a sviluppo orizzontale, con bocchette di aerazione tonde e dal disegno a turbina. Nuovo il sistema multimediale con display da 5,8 pollici (o 7 pollici a richiesta). Se si eccettuano le versioni più basiche della gamma, i sedili avevano un disegno avvolgente e sportiveggiante, mentre sul versante della praticità il bagagliaio offriva una capacità di 365 litri, incrementabili a 1100 abbattendo il divano posteriore.

### Struttura, meccanica e motori
La terza generazione dell'Audi A3 nasceva sul nuovo pianale modulare MQB, condiviso tra l'altro con la Volkswagen Golf VII, lanciata in contemporanea, e con altri modelli del gruppo Volkswagen che sarebbero arrivati in seguito. Tale piattaforma, adattabile in lunghezza e larghezza, permetteva di realizzare più facilmente nuovi modelli adattandone le caratteristiche e risparmiando sui costi di produzione. La struttura a scocca portante venne progettata con un occhio particolare alla riduzione del peso. A questo scopo, per la scocca si utilizzarono acciai forgiati a caldo, di spessori differenti a seconda delle necessità. In ogni caso, la rigidezza torsionale non solo venne preservata, ma anzi migliorò rispetto a prima. Altri chilogrammi vennero risparmiati nell'abitacolo, mentre il cofano anteriore e i parafanghi vennero realizzati in alluminio. Come risultato si ottenne una riduzione variabile fra i 40 e gli 80 kg a seconda della motorizzazione e a parità di motorizzazione e allestimento rispetto al modello precedente.
La maggior leggerezza passò anche per la lega di alluminio utilizzata per le sospensioni, in particolare per l'avantreno, il cui telaietto ausiliario e i cui bracci divennero sensibilmente più leggeri. Anteriormente era previsto il consueto schema MacPherson opportunamente perfezionato, mentre al retrotreno venne riconfermata la soluzione multilink a quattro bracci per le versioni più potenti e a ruote interconnesse nel retrotreno, con molle elicoidali, barra antirollio e ammortizzatori a gas su entrambi gli assi e per entrambe le configurazioni di retrotreno. L'impianto frenante era a disco sulle quattro ruote, con i dischi anteriori autoventilanti e quelli posteriori pieni. Lo sterzo era a cremagliera con servocomando elettromeccanico ad assistenza variabile.

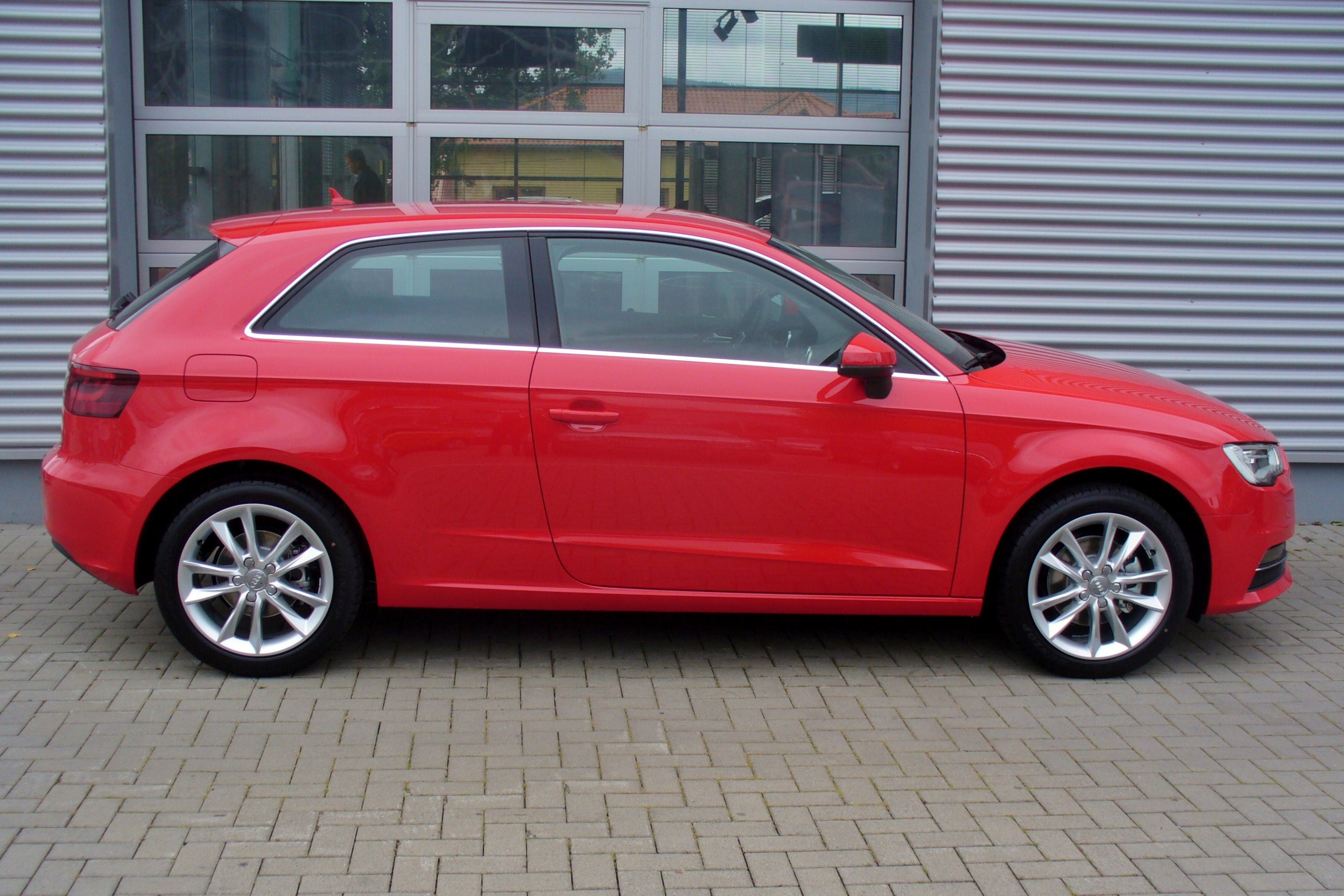
Vista laterale di una delle prime A3 8V a 3 porte

Al suo debutto, l'Audi A3 di terza generazione venne prevista nelle seguenti motorizzazioni, tutte ad iniezione diretta e sovralimentate mediante turbocompressore:
- 1.4 TFSI: motore da 1395 cm3 con potenza massima di 122 CV;
- 1.8 TFSI: motore da 1798 cm3 con potenza massima di 180 CV;
- 2.0 TDI: motore turbodiesel common rail da 1968 cm3 con potenza massima di 150 CV.

Tutti e tre i motori erano equipaggiati inoltre con un cambio manuale a 6 marce, ma in alternativa i due motori a benzina potevano essere ordinati con un cambio a doppia frizione a 7 rapporti, mentre per il 2 litri a gasolio era disponibile un cambio sempre doppia frizione ma a 6 rapporti. Le prime A3 di terza generazione erano tutte a motore anteriore trasversale e a trazione anteriore.

### Allestimenti e dotazioni
Gli allestimenti previsti per le prime A3 di terza generazione mantennero le storiche denominazioni adottate fin dalla prima generazione, ma ovviamente prevedendo dotazioni evolute al passo con i tempi:
- Attraction: per l'allestimento di base erano previsti cerchi in acciaio da 16 pollici, volante a quattro razze, sedili standard con rivestimento in tessuto, sedile conducente regolabile in altezza e freno a mano elettromeccanico;
- Ambition: allestimento sportiveggiante comprendente cerchi in lega da 17 pollici, pneumatici con battistrada da 225 mm, assetto ribassato di 15 mm, volante sportivo a 3 razze rivestito in pelle, sedili sportivi e inserti in alluminio;
- Ambiente: allestimento di punta votato al comfort con cerchi in lega da 16 pollici, volante a quattro razze rivestito in pelle, cruise control, sensore crepuscolare, sensore pioggia ed altri dispositivi elettronici, più numerose prese per connettere lo smartphone o altri dispositivi.

## Evoluzione della gamma

### I primi anni di carriera

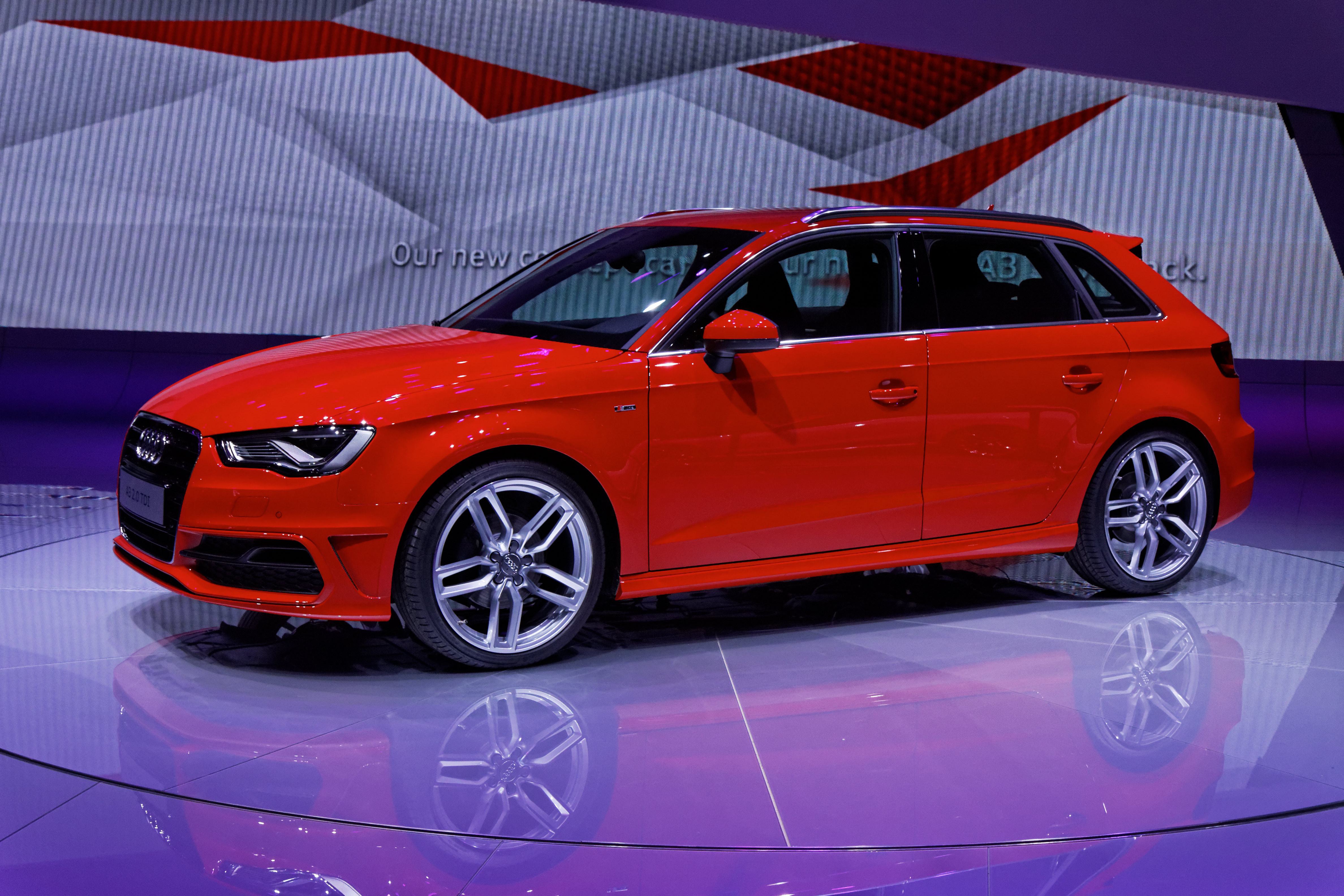
La A3 Sportback di terza generazione presentata a Parigi nel settembre 2012

La produzione della serie 8V della compatta di Ingolstadt ebbe luogo inizialmente solo presso lo storico stabilimento sito nella città bavarese. Solo in seguito, come si vedrà, verrà estesa anche allo stabilimento di Győr, in Ungheria. Il via agli ordini fu dato a maggio, ma le prime consegne non si ebbero che il 24 agosto, ossia oltre sei mesi dopo la presentazione. Il tempo di arrivare a tale data e già la gamma venne ampliata verso il basso con l'arrivo di un motore 1.6 TDI da 105 CV, direttamente derivato da quello proposto nella precedente A3 ed in grado di emettere solo 99 grammi di CO2 per chilometro. A settembre cominciò invece la produzione della Sportback, ossia la versione a 5 porte, per la quale furono disponibili tutte le quattro motorizzazioni finora viste, ma non solo, poiché l'arrivo della Sportback, poi presentata al pubblico in occasione del Salone di Parigi, fu anche l'occasione per introdurre in gamma la trazione integrale, inizialmente abbinabile solo al motore 1.8 TFSI. La Sportback di terza generazione non fu però semplicemente la versione a 5 porte della A3: essa si basava infatti su una variante leggermente allungata del già citato pianale MQB, in cui il passo aumentò di 35 mm (58 mm in più rispetto alla precedente Sportback) per migliorare le doti di abitabilità. La A3 Sportback fu ordinabile fin dalla sua presentazione, ma anche in questo caso le prime consegne sarebbero avvenute solo alcuni mesi dopo, nel febbraio del 2013. Proprio in quel periodo si ebbe un'ulteriore espansione della gamma motori, con l'arrivo del 1.2 TFSI da 105 CV e di un altro 1.4 TFSI, stavolta in grado di erogare fino a 140 CV di potenza massima, ma soprattutto caratterizzato dal fatto di avere la possibilità di disattivare due dei suoi quattro cilindri quando la potenza richiesta è poca, in modo da contenere i consumi di carburante. Tale tecnologia, utilizzata anche da altri costruttori, è nota anche con la sigla CoD ('cylinders on demand, in italiano cilindri a richiesta).

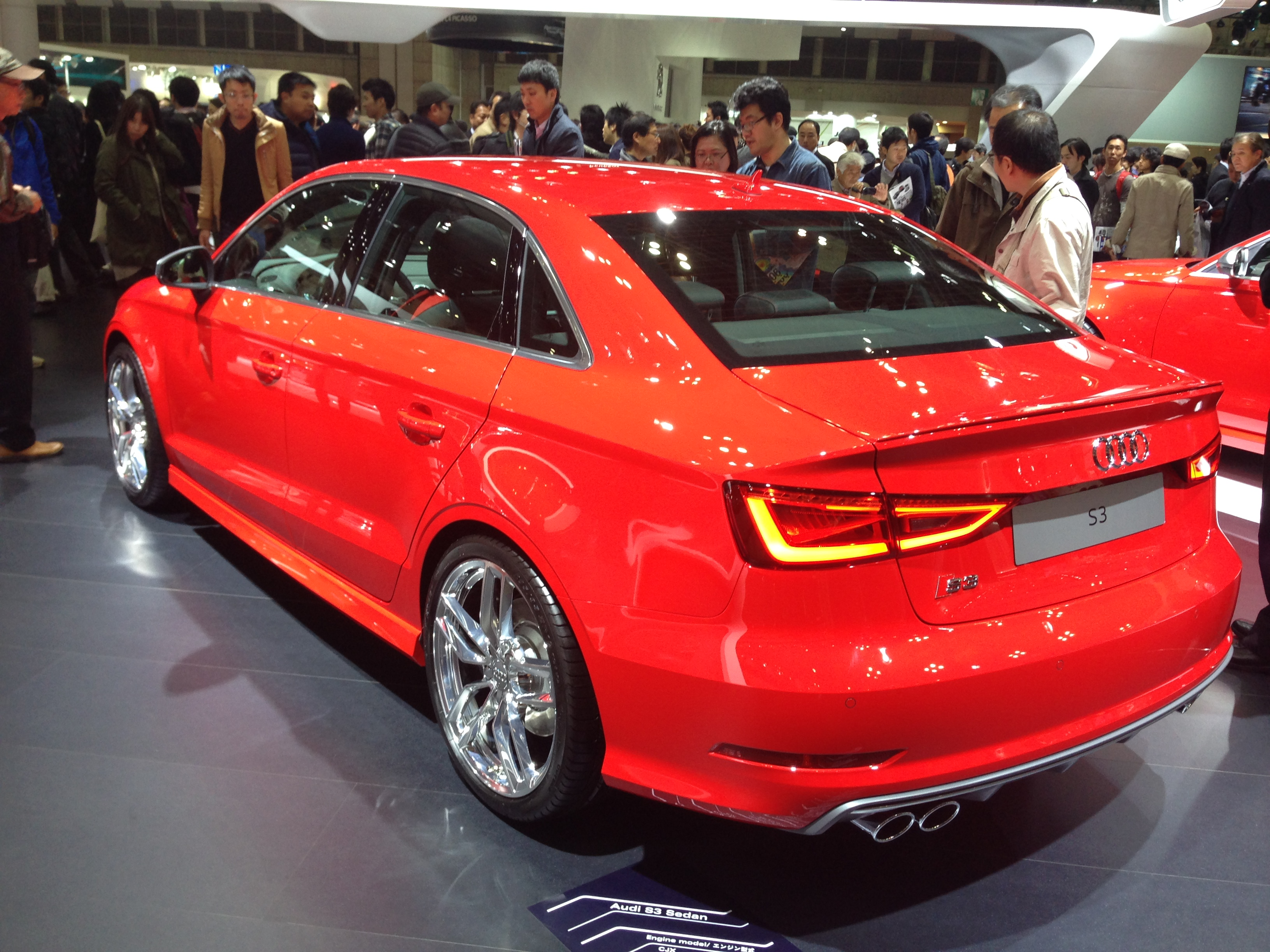
S3 Sedan

Nel maggio 2013 si aprirono le ordinazioni per la sportiva S3, che in realtà era già stata presentata in anteprima assoluta a Parigi assieme alla Sportback, ma per la quale se ne decise il debutto solo a 2013 inoltrato. Questo modello era equipaggiato con un 2 litri turbocompresso da 300 CV di potenza massima ed era disponibile solo a trazione integrale. Assieme alla S3 vi fu un'altra novità in quanto venne lanciata sul mercato la A3 Sedan, prima A3 con carrozzeria a tre volumi e a quattro porte. Il lievitare delle dimensioni della "sorella maggiore" A4, ormai arrivata da anni alla sua quarta generazione e in procinto di essere sostituita di lì a non molto dalla quinta, lasciò uno spazio libero nel settore delle berline derivate dalle vetture di segmento C. Ad Ingolstadt ci si accorse di questo fatto e venne proposta così la quarta berlina classica nella gamma Audi. Nello stesso mese, venne introdotto un altro motore diesel da 2 litri, in grado questa volta di erogare fino a 184 CV di potenza massima. Ad agosto vi fu invece l'arrivo della versione ultra: con questa denominazione vennero battezzate tutte le Audi caratterizzate da doti di consumi ed emissioni particolarmente contenute. La A3 1.6 TDI ultra fu la prima Audi a recare tale denominazione e rappresentò in pratica un'evoluzione in chiave ecologica della A3 1.6 TDIe facente parte della gamma precedente. L'aerodinamica venne ottimizzata, l'assetto fu quello ribassato delle versioni Ambition, vennero utilizzati pneumatici a bassa resistenza al rotolamento e la massa complessiva venne contenuta in appena 1.205 kg. Le migliorie furono tante e tali che il motore poté permettersi anche cinque cavalli in più di potenza senza andare per questo ad intaccare le proprie doti di "pulizia". Per questo modello la casa tedesca dichiarò una percorrenza di 100 km attuabile con appena 3,9 litri di gasolio ed emettendo appena 85 grammi di CO2 al chilometro.
All'inizio del 2014 cominciò la produzione della nuova A3 Cabriolet, completamente rivoluzionata rispetto alla precedente, mentre fece il suo debutto anche la A3 g-tron, ossia la versione bi-fuel benzina/metano. Tale versione era equipaggiata con un 1.4 TFSI la cui potenza massima venne limitata a 110 CV e incontrò un certo successo per via delle sue doti di economia di esercizio. Nella primavera di quello stesso anno, si ebbero altre novità: il 1.2 TFSI venne portato da 105 a 110 CV e il 1.4 da 140 CV con disattivazione automatica dei cilindri venne portato a 150 CV beneficiando anch'esso del pacchetto ultra, che lo rese più economo ed ecologico. Sempre nello stesso periodo, altre novità interessarono alcuni motori a gasolio: il 1.6 TDI non ultra passò da 105 a 110 CV, mentre il 2 litri a gasolio da 140 CV venne rivisto in alcuni particolari migliorando così le sue doti di erogazione di coppia motrice. A luglio si ebbe invece l'arrivo della A3 e-tron, ossia la variante ibrida, disponibile solo con carrozzeria a 5 porte ed equipaggiata con un motore 1.4 TFSI da 150 CV accoppiato ad un motore elettrico da 102 CV, per una potenza totale di 204 CV.
Si arrivò così alla primavera del 2015, quando vi fu il lancio della versione top di gamma, ossia la Audi RS3 della serie 8V, anch'essa disponibile unicamente con carrozzeria a 5 porte e nella quale il 5 cilindri da 2,5 litri venne portato dai 340 CV della precedente RS3 a 367 CV per il nuovo modello. A quel punto, per un anno intero non vi furono più aggiornamenti di particolare rilievo, fino al restyling di mezza età sopraggiunto nell'aprile del 2016.

### Restyling 2016

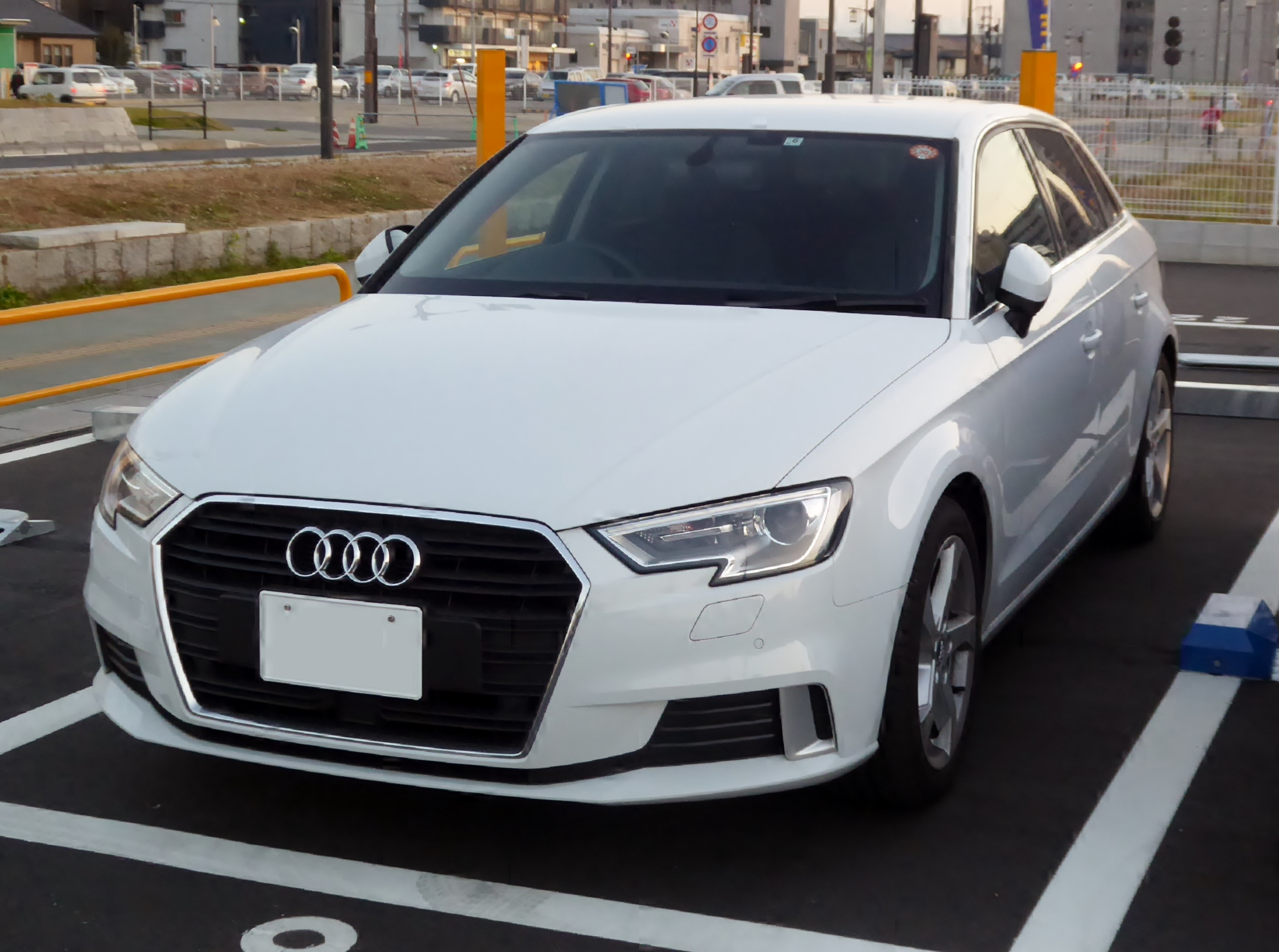
Il frontale di una A3 8V dopo il restyling del 2016

Il restyling del 2016 vide il ridisegnamento del frontale, con nuovi gruppi ottici, una nuova calandra ancora più spigolosa e soprattutto un nuovo paraurti anteriore, in cui le due prese d'aria laterali, oltre ad essere ridisegnate, venne collegate fra loro da un inserto di plastica trasversale alla base del paraurti stesso. Cambia anche la gamma dei cerchi in lega disponibili, mentre all'interno viene aggiornato il sistema multimediale, che ora prevede di serie il display da 7 pollici (in precedenza era optional al posto del display da 5,8 pollici). Debutta inoltre fra gli optional il Virtual Cockpit, ossia un cruscotto interamente digitale con schermo da 12,3 pollici che sfrutta le funzionalità tipiche di un display centrale per fornire informazioni direttamente al conducente. Per quanto riguarda la gamma motori, debutta il primo tricilindrico nella storia della A3, un'unità da un litro, anch'essa sovralimentata mediante turbocompressore ed in grado di erogare 116 CV: tale motore andò a sostituire il 1.2 TFSI utilizzato come base della gamma fino a quel momento. Un gradino più in alto rimase in listino solo il 1.4 TFSI da 150 CV con pacchetto ultra, mentre ancora oltre, il 1.8 TFSI venne sostituito da un nuovo 2 litri turbo da 190 CV. Nessuna novità di rilievo per quanto riguarda i motori diesel. Un anno dopo il restyling, vale a dire nel marzo del 2017, il 1.6 TDI passò da 110 a 116 CV. Un paio di mesi dopo, il 1.4 TFSI da 150 CV con disattivazione automatica dei cilindri venne sostituito da un nuovissimo 1.5 di pari potenza e dotato dello stesso dispositivo di disattivazione. In estate, fu la RS3 ad essere riproposta in veste aggiornata, con un motore più potente ed in grado di toccare la soglia dei 400 CV, mentre a settembre la A3 a tre porte venne cancellata dai listini, ormai meno richiesta delle altre versioni.

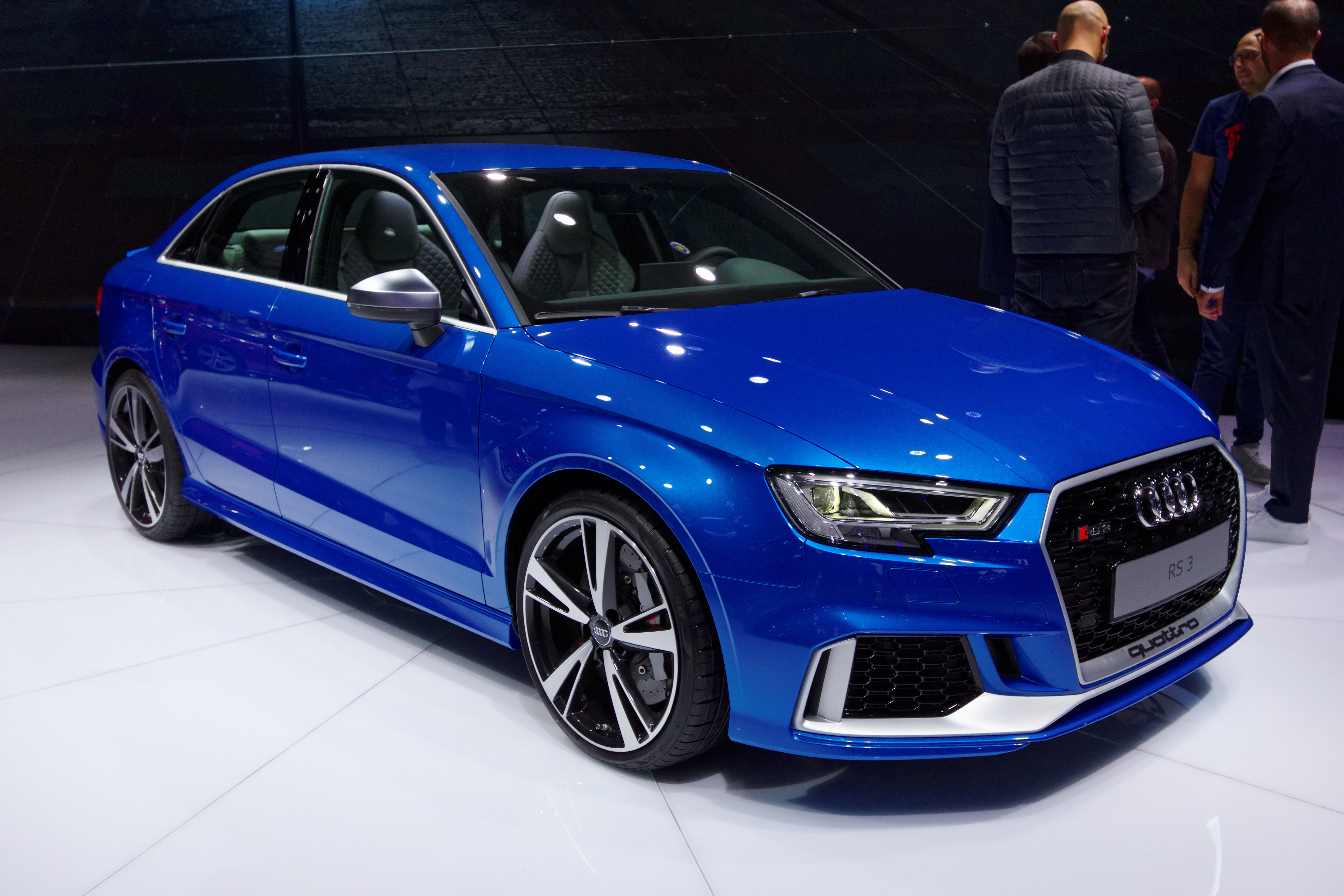
Audi RS 3 Sedan restyling 2016

Alla fine dell'estate 2018 si ebbe una nuova rivoluzione nella gamma A3, non tanto un restyling, quanto un cambiamento radicale nei criteri di denominazione dei modelli, che a questo punto non includevano più una sigla concernente il tipo di motore utilizzato, ma una semplice sigla numerica che identificava la fascia di potenza a cui ogni modello apparteneva. Le prime A3 ad essere prodotte utilizzando queste nuove denominazioni furono le seguenti:
- 30 TFSI, corrispondente alla versione equipaggiata con il "mille turbo" da 116 CV;
- 35 TFSI, corrispondente alla versione equipaggiata con il 1.5 turbo da 150 CV e disattivazione automatica dei cilindri;
- 30 TDI, corrispondente alla versione equipaggiata con il 1.6 TDI da 116 CV.

Ad esse seguirono la 35 TDI e la 40 TDI (con produzione avviata rispettivamente nel novembre 2018 e nel febbraio 2019), corrispondenti alle versioni dotate del 2 litri diesel da 150 e 184 CV, nonché la 40 TFSI (gennaio 2019) e che corrispondeva alla versione con il 2 litri turbo benzina da 190 CV. Benché questa piccola rivoluzione avesse avuto luogo gradualmente, nelle varie gamme europee le denominazioni vennero adottate in toto, non appena si fosse completato il rinnovamento delle denominazioni per tutte le versioni previste per ogni mercato. O quanto meno per almeno una delle varianti di carrozzeria previste, come per esempio accadde in Italia, dove la prima ad adeguarsi a tale cambiamento fu la versione a 4 porte, introdotta in listino solo nel dicembre del 2018 assieme al 2 litri benzina da 190 CV e al 2 litri diesel da 184 CV che furono comunque già ordinabili. Altre novità si ebbero nel marzo del 2019, con l'arrivo della nuova g-tron spinta da un 1.5 a benzina simile a quello da 150 CV ma con potenza ridotta a 131 CV, e nel novembre 2019, quando per gli ultimissimi mesi di carriera commerciale della A3 8V venne riproposta la e-tron, assente dai listini ormai da un anno e mezzo e con medesimo gruppo motopropulsore da 204 CV complessivi. La produzione della generazione 8V cessò nel febbraio del 2020 quasi completamente. Quasi, perché in realtà la RS3 rimase nei listini ancora per alcuni mesi, fino all'estate di quello stesso anno.

## Varianti e versioni
Ancor più che nel caso della generazione 8P, la terza generazione della gamma A3 fu particolarmente articolata: si andava dalle econome g-tron a metano alle ultra a gasolio, per proseguire con la ibrida e-tron ed arrivare alla RS3 da 400 CV, spaziando fra quattro differenti configurazioni di carrozzeria. Della ultra si è già parlato e si è detto fra l'altro che è stata declinata in due varianti motoristiche, una a gasolio e una a benzina. Le altre meritano alcuni approfondimenti, di seguito riportati.

### A3 Sedan

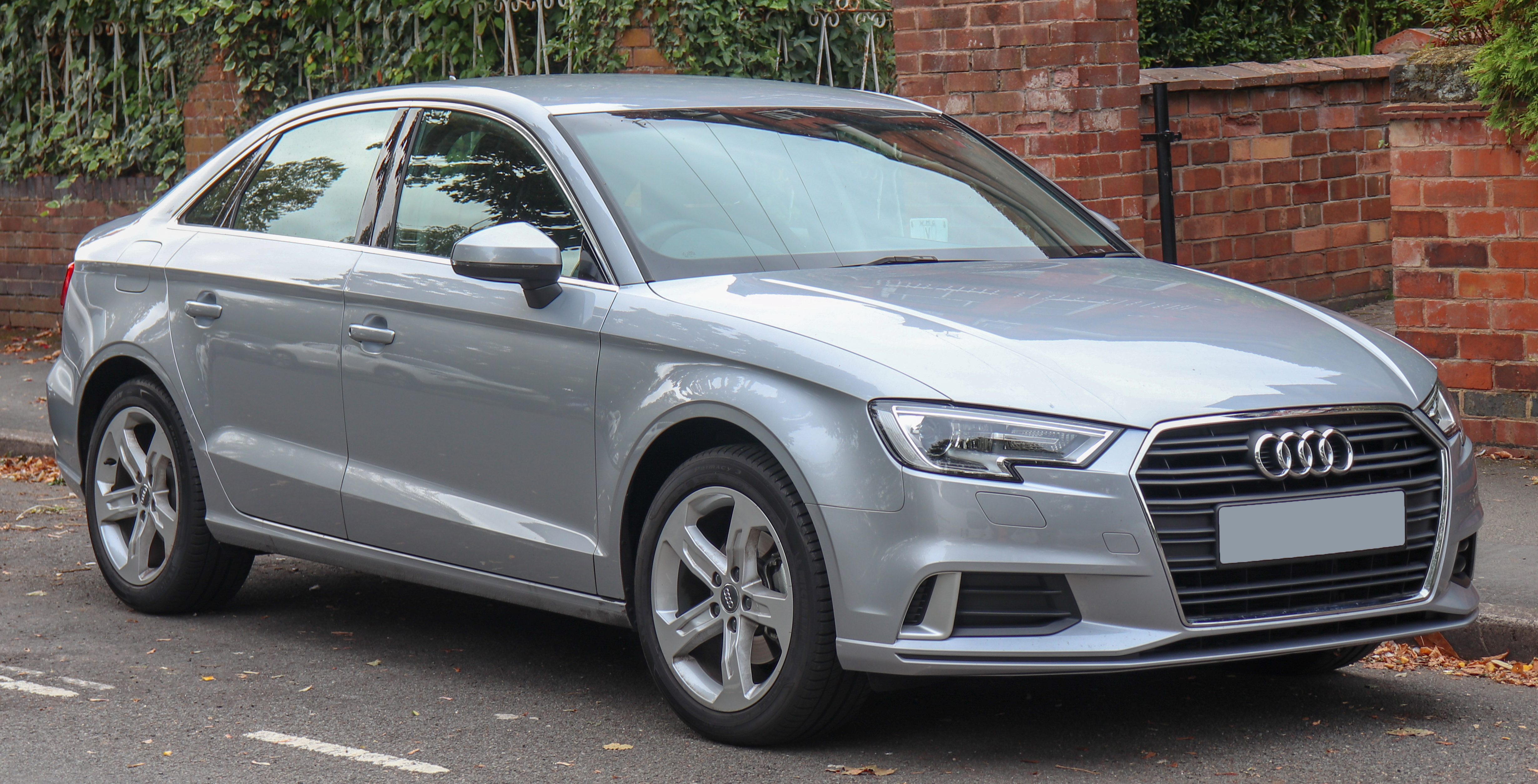
A3 Sedan

La A3 a tre volumi del 2013 fu una vera novità nella gamma della segmento C di Ingolstadt: l'opportunità di inserire un modello del genere nella gamma A3 divenne tangibile già nel 2007 con l'arrivo della quarta generazione della A4, sensibilmente più lunga della precedente (4,7 metri oltre 12 cm in più della precedente generazione). IL suo lancio creò un piccolo vuoto nella gamma colmabile con una berlina che, rispetto a quanto visto fino a quel momento poteva essere anche gradevole come proporzioni e armonia nelle linee pur derivando da un modello compatto. Infatti in passato alcuni costruttori si erano già cimentati nella produzione di berline a tre volumi derivate da modelli di segmento C o addirittura di segmento B, ma senza riscuotere mai grossi consensi anche a causa dei risultato stilistici non proprio azzeccati. La A3 Sedan poté invece usufruire di un più ampio margine di manovra per ottenere una berlina anche leggermente più lunga di quelle prodotte in passato, ma senza andare ad intaccare lo spazio di mercato occupato dalla A4. La A3 Sedan era lunga 4,456 metri, ossia 14,6 cm in più della Sportback e 21,9 cm in più rispetto alla 3 porte. La nuova berlina di Ingolstadt fece tesoro di tutte le novità stilistiche introdotte con il lancio delle A3 a due volumi: l'unica differenza stilistica di una certa evidenza, a parte la carrozzeria a tre volumi in sé, era comunque da ricercare nella coda, dove i gruppi ottici adottarono un nuovo disegno trapezoidale a sviluppo orizzontale per meglio sposarsi con il nuovo bagagliaio, ma mantennero lo scalino al di sotto di essi. Il terzo volume, poi, venne reso più sportiveggiante grazie ad un piccolo spoiler integrato nel baule. Quest'ultimo era caratterizzato da una capacità di 425 litri, 45 in più rispetto alla Sportback. Tale capacità era ampliabile a 880 litri in quanto pur trattandosi di una tre volumi, il bagagliaio era comunicante con l'abitacolo ed abbattendo lo schienale posteriore si poteva comunque ampliarne la capacità.

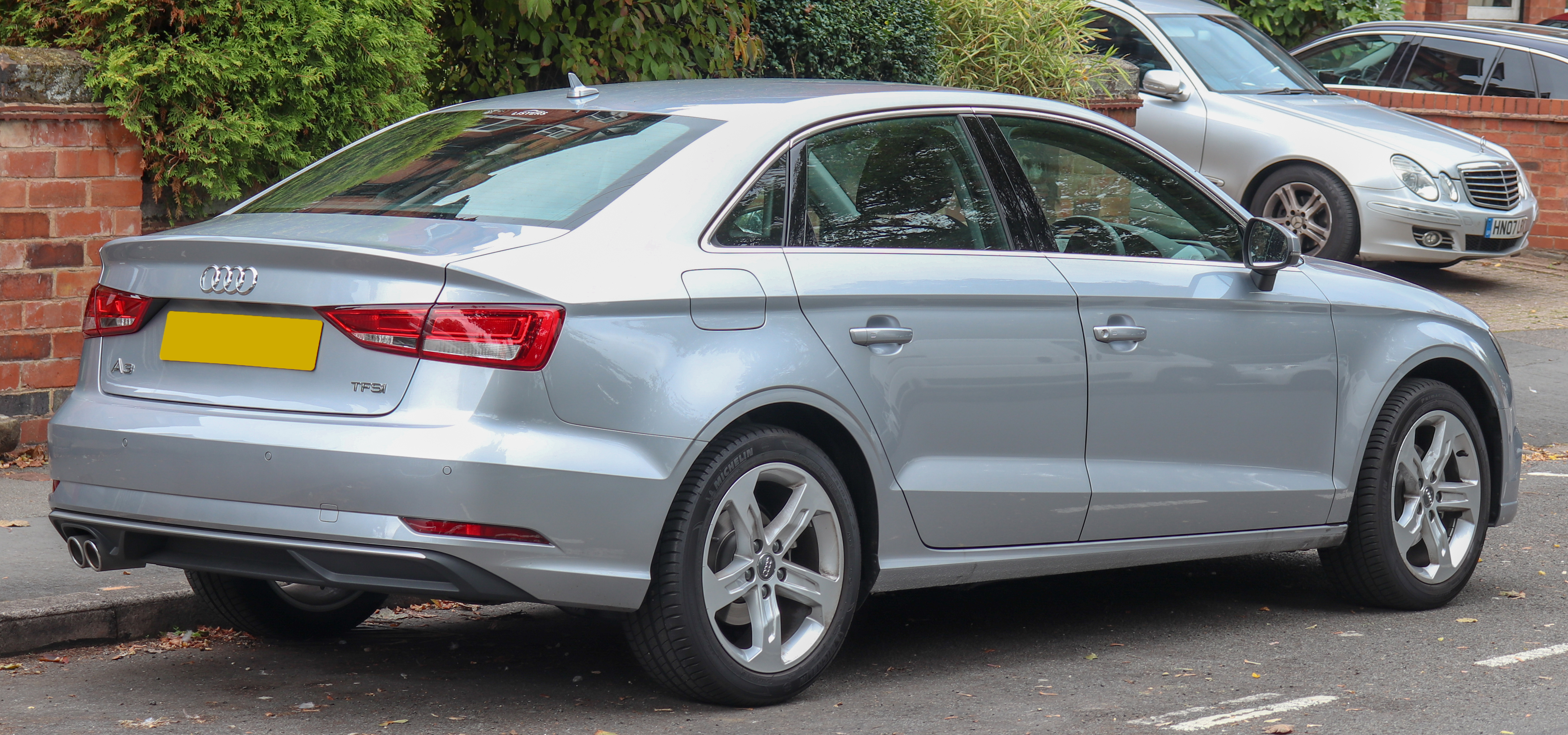
Retro A3 Sedan

Al suo debutto, la A3 Sedan era disponibile in quattro motorizzazioni: il 1.4 TFSI da 140 CV, il 1.8 TFSI da 180 CV, il 1.6 TDI d 105 CV e il 2.0 TDI da 150 CV, tutti motori già presenti nella gamma delle berline a due volumi. Nel corso della sua carriera commerciale, alcune motorizzazioni non vennero mai previste, ma in compenso, fu prevista in seguito anche nelle potentissime versioni S3 ed RS3, rispettivamente da 300 e 400 CV. La sua produzione, interamente concentrata nella stabilimento ungherese di Győr, terminò nel febbraio del 2020 assieme a quella della Sportback.

### A3 Cabriolet

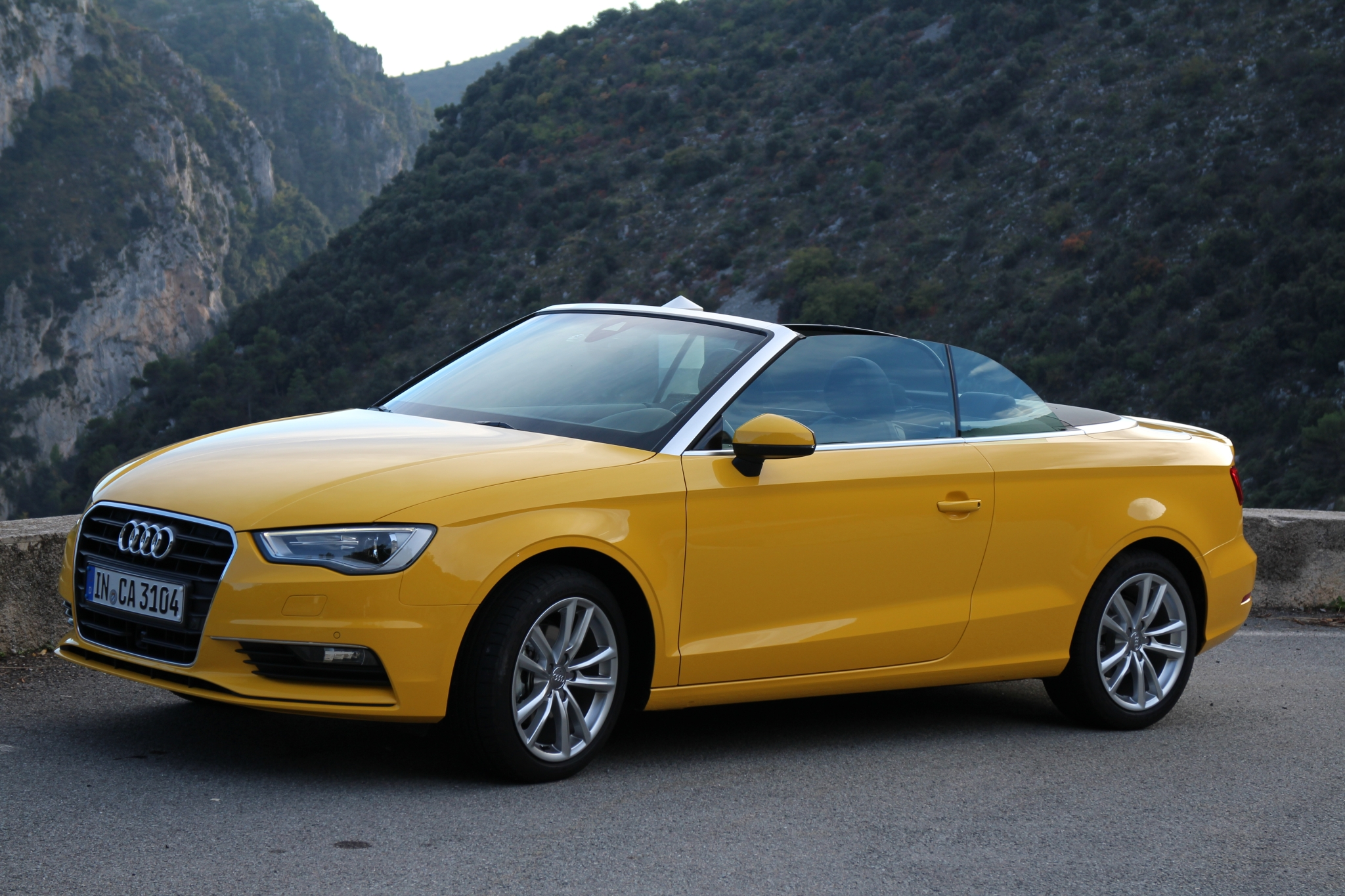
La A3 Cabriolet della generazione 'l8V con capote aperta

Lanciata all'inizio del 2014  (anche se cominciò a comparire nelle brochure ufficiali già a partire dalla fine dell'anno precedente), la A3 Cabriolet costituì una rivoluzione rispetto alla precedente A3 "scoperta". Il nuovo modello era infatti più lungo di ben 18 cm e più largo di 2,8 cm, oltre al fatto di essere quasi 12 cm più lunga della A3 Sportback 8V. Realizzata prendendo come base la Sedan (con la quale condivise anche il sito di produzione in Ungheria), la nuova A3 Cabriolet concentrò la sua maggior lunghezza, rispetto alla precedente, nella coda, in modo da offrire un bagagliaio più capiente. In realtà, su questo fronte il risultato ottenuto non fu esaltante, poiché furono solamente 275 i litri disponibili a capote aperta (appena 15 in più rispetto al modello precedente), che divennero 320 a capote chiusa e solamente 680 a schienale posteriore abbattuto (solo 6 litri in più). L'aggravio di peso dovuto al montaggio di opportuni rinforzi alla scocca fu di 125 kg rispetto alla Sedan. Come quest'ultima, anche la cabriolet venne prodotta a Győr e poté contare inizialmente su una gamma di motori comprendente il 1.4 TFSI da 125 o 140 CV (senza disattivazione dei cilindri), il 1.8 TFSI da 180 CV e il 2 litri TDI da 150 CV. Ma soprattutto, per la prima volta, anche la A3 Cabriolet venne proposta anche con trazione integrale: non immediatamente, al momento del lancio, ma in ogni caso appena tre mesi dopo, in aprile, e in abbinamento al 1.8 TFSI o al 2 litri diesel da 150 CV. Sempre in aprile, il 1.4 TFSI utilizzato in quei primissimi mesi di carriera venne portato a 150 CV e dotata della tecnologia a cilindri disattivabili, mentre debuttarono il 1.6 TDI da 110 CV e il 2 litri TDI da 184 CV. Nell'estate di quello stesso 2014 si ebbe invece il debutto della S3 Cabriolet con motore da 300 CV, anch'essa a trazione integrale.

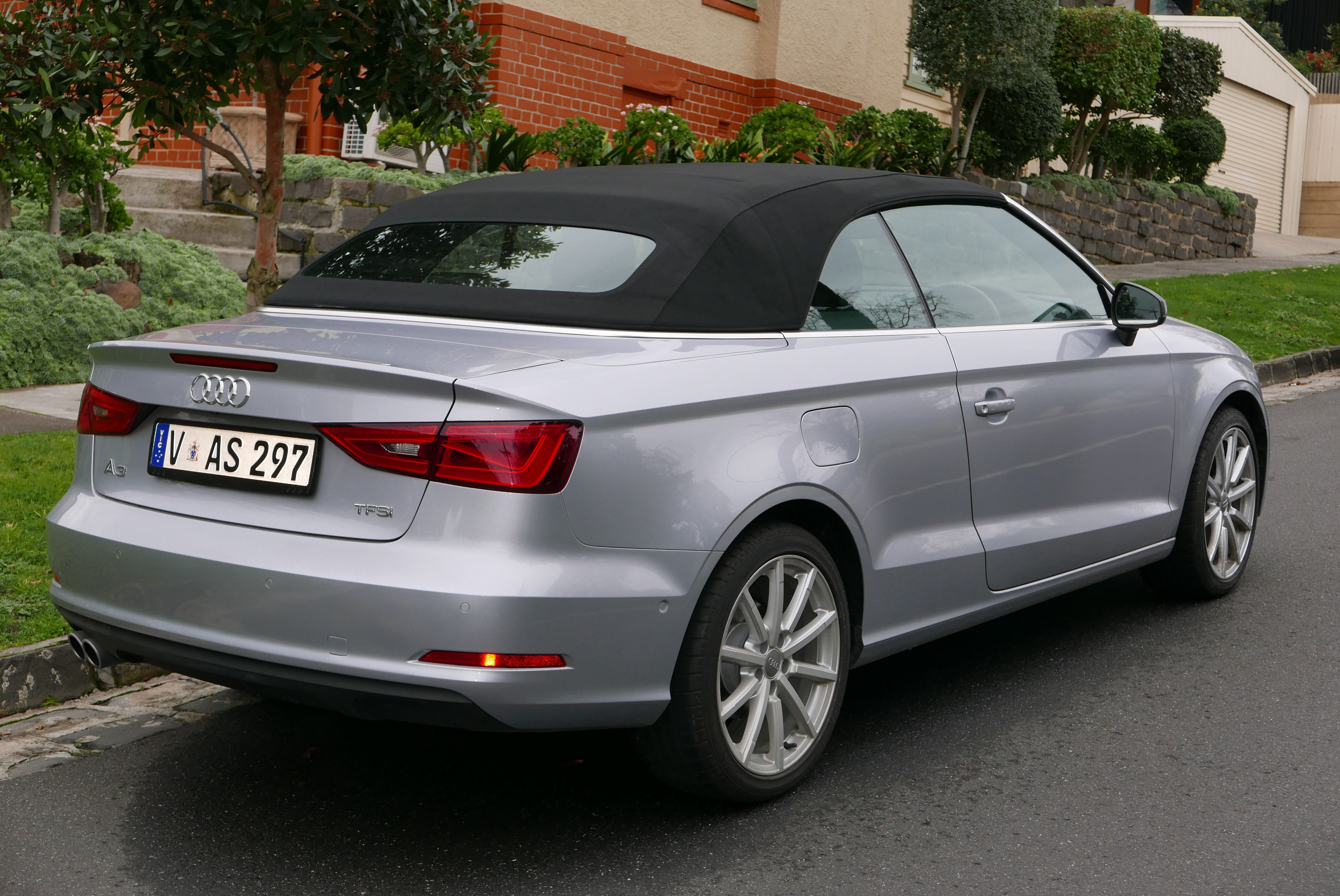
A3 Cabriolet con capote chiusa

Dopo il restyling del 2016, la A3 Cabriolet venne dotata di una motorizzazione specifica, mai utilizzata dalle altre A3, ossia un 1.4 TFSI da 116 CV proposto in luogo del 1.0 TFSI di pari potenza, in maniera tale che la maggior disponibilità di coppia motrice a regimi più bassi erogata dal 1.4 potesse contrastare la massa non indifferente di questa vettura evitando quindi un'eccessiva pigrizia da parte della vettura e del suo propulsore, altrimenti troppo sottodimensionato. La gamma motori fu a quel punto fondamentalmente costituita da un 1.4 TFSI declinato nelle potenze di 116 e 150 CV e da un 2 litri TDI da 150 e 184 CV. Venne infatti eliminata anche la versione S3 da 300 CV. Ferme restando queste motorizzazioni, le successive evoluzioni ricalcarono quanto già visto nel caso della berlina a due volumi. La produzione della A3 Cabriolet terminò anch'essa nel febbraio 2020, senza che questa versione venisse più sostituita.

### Audi S3

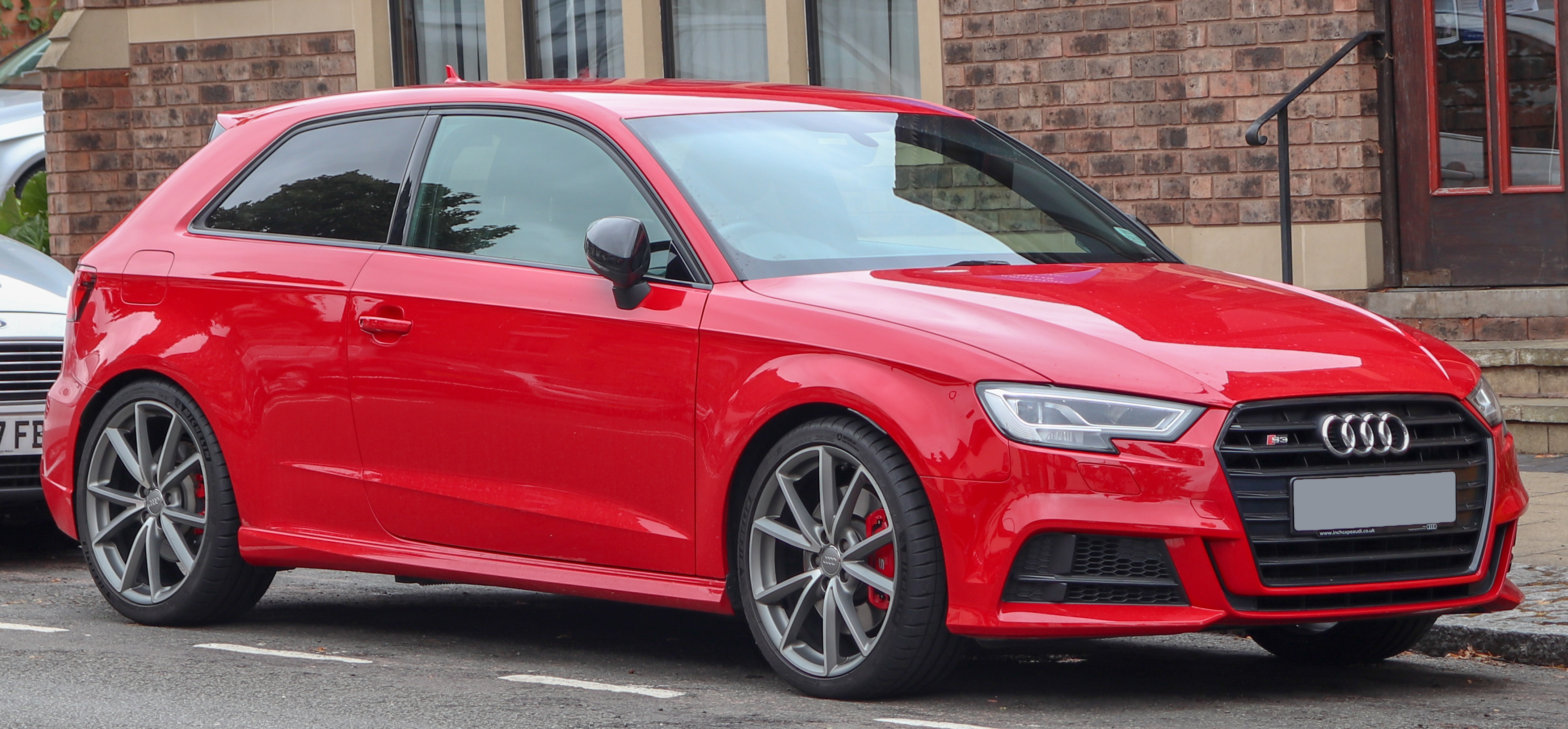
Audi S3 Black Edition

La S3 di terza generazione venne presentata già al Salone di Parigi, anche se le ordinazioni furono avviate nel maggio 2013. Pur facendo della sobrietà il consueto denominatore comune fra tutte le A3, questa nuova edizione della S3 non rinunciò ad una maggior caratterizzazione sportiva anche esternamente, dove nel frontale spiccava la calandra cromata a listelli orizzontali, mentre in coda comparvero nuovi terminali di scarico sdoppiati e gemellati. Lateralmente erano visibili i passaruota allargati e bombati per ospitare i cerchi da 18 pollici, mentre internamente vennero montati nuovi sedili avvolgenti e sportivi con cuciture a rombi e logo S3 impresso sugli schienali. La S3 di terza generazione montava un motore da 1984 cm³ sovralimentato mediante turbocompressore in grado di erogare fino a 300 CV di potenza massima.

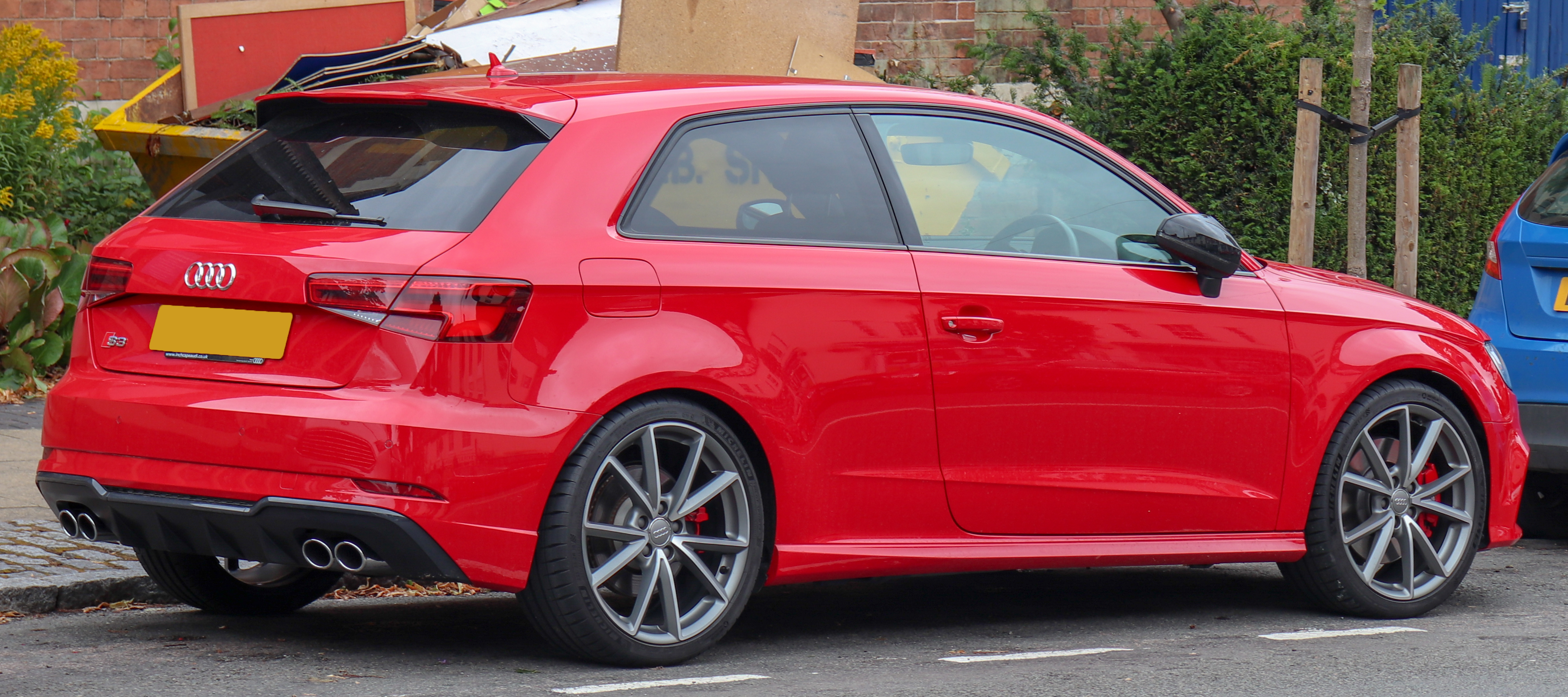
Retro S3

Tra le novità introdotte da questo propulsore vi fu innanzitutto la doppia fasatura variabile che consentiva l'apertura e la chiusura delle valvole nella misura e per il tempo necessario ad ottimizzare la qualità della combustione e la quantità di miscela aria/benzina da far entrare nelle camere di scoppio. Inoltre, l'alimentazione era a doppio iniettore: normalmente veniva utilizzata l'iniezione diretta, ma in caso di carichi parziali, dove questo tipo di iniezione poteva rendere meno, subentravano gli iniettori posti più a monte, all'uscita dei collettori di aspirazione. Il cambio previsto di serie era manuale a 6 marce, ma a richiesta (e in alcuni Paesi anche come primo equipaggiamento) era previsto un cambio a doppia frizione a 6 rapporti per trasferire la coppia motrice sui due assi della vettura grazie al già collaudato sistema con frizione Haldex di tipo multidisco in bagno d'olio.
La S3 entrò in listino nel maggio del 2013 con carrozzeria a 3 o a 5 porte: solo a partire dal febbraio 2014 il motore da 300 CV venne esteso alla Sedan per arrivare due mesi più tardi anche sotto il cofano della cabriolet. Quando nell'aprile 2016 vi fu il restyling di mezza età, il motore venne portato a 310 CV in tutte e quattro le varianti. Nell'estate del 2018 la produzione venne temporaneamente sospesa per riprendere nel novembre 2018 dopo aver rivisitato il motore e averne portato la coppia motrice da 380 a 400 Nm, a scapito della potenza che invece ridiscese a 300 CV. La produzione della S3 nelle tre varianti di carrozzeria a quel punto disponibili (la versione a 3 porte era stata nel frattempo tolta di listino) cessò nel maggio 2020, tre mesi dopo le altre A3.

### Audi RS3
Versione di punta ad alte prestazioni, la RS3 entrò in listino nell'aprile 2015 solamente in configurazione Sportback, cioè come berlina a due volumi e a 5 porte. Esteticamente questo modello si presentò come molto più audace rispetto alla S3, grazie alla sua calandra completamente nera, al suo paraurti ridisegnato con prese d'aria maggiorate, ai cerchi da 19 pollici dal disegno assai sportivo e ai passaruota ancora più allargati che non nella S3. Specifici i terminali di scarico ad uscite sdoppiate di forma ovale e di grandi dimensioni. La RS3 era spinta da un motore a 5 cilindri in linea da 2480 cm3, sovralimentato anch'esso mediante turbocompressore ed in grado di erogare fino a 367 CV di potenza massima. Grazie a questo propulsore, alla motricità assicurata dalla trazione e alle veloci cambiate del doppia frizione a 7 rapporti, la RS3 scattava da 0 a 100 km/h in appena 4,3 secondi, mentre la velocità massima era sempre autolimitata a 250 km/h, ma a richiesta, acquistando un apposito pacchetto, era possibile arrivare a 280 km/h di allungo.

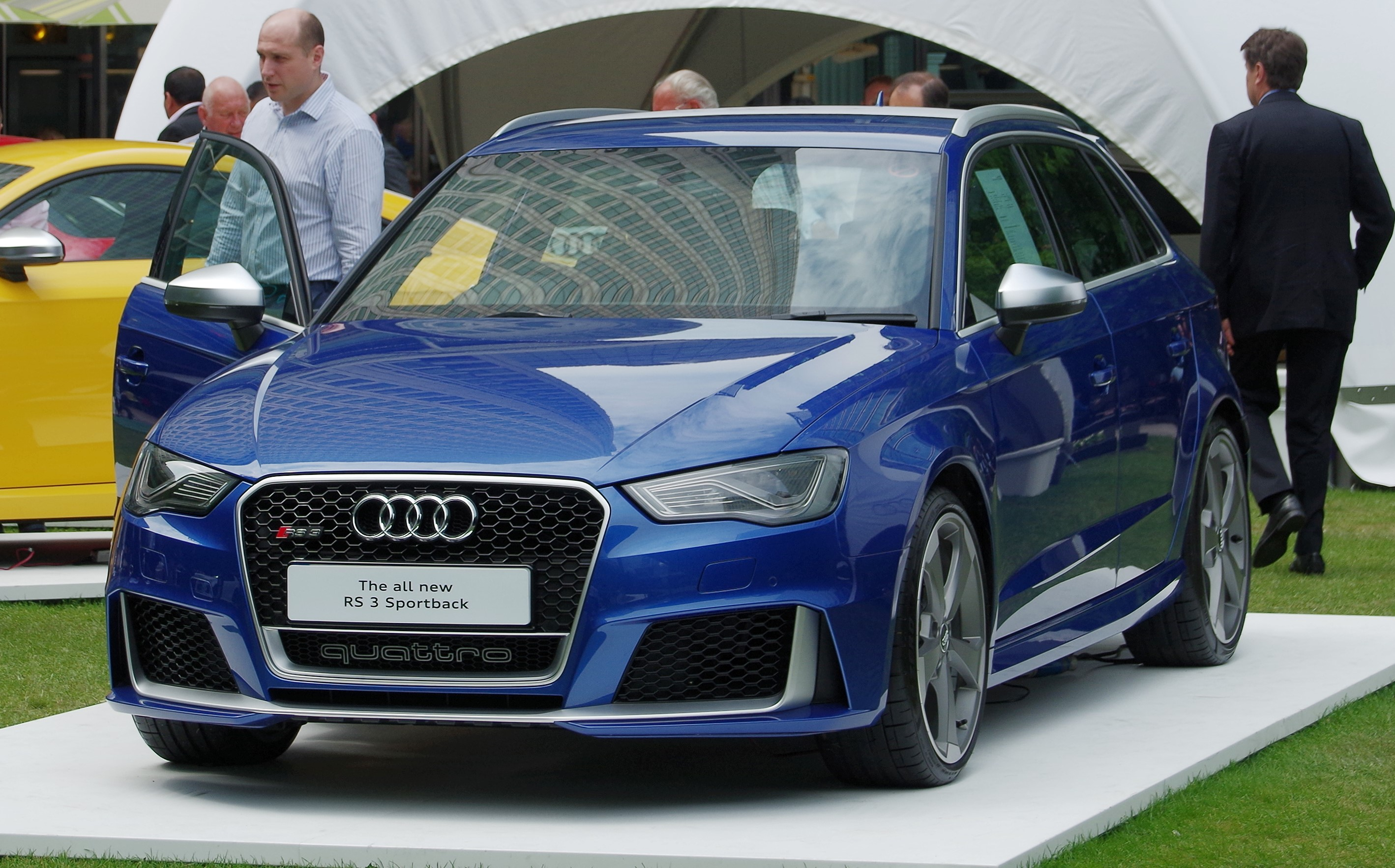
RS3 Sportback

Nell'aprile del 2016, con il restyling della gamma questa RS3 venne tolta di listino, ma tornerà nell'agosto del 2017 anche con carrozzeria Sedan e soprattutto con un motore del tutto nuovo, pur riprendendone le dimensioni caratteristiche e la cilindrata. Questo nuovo motore era più leggero (18 kg in meno) grazie all'utilizzo della lega di alluminio per il monoblocco e grazie alla pressione di sovralimentazione di 1,35 bar riusciva a raggiungere una potenza massima di ben 400 CV, limando ancora due decimi nello scatto da 0 a 100 km/h. La produzione di questo modello durò per altri nover mesi, dopodiché, nel maggio del 2018 scomparve nuovamente dai listini per ricomparire una terza volta nel febbraio del 2019, stavolta nuovamente solo come Sportback e con motore leggermente ritoccato nell'erogazione di coppia motrice. La RS3 e la S3, furono gli unici modelli della gamma a uscire di listino dopo le altre A3: la RS3 in particolare venne pensionata solo nel luglio del 2020.

### A3 g-tron

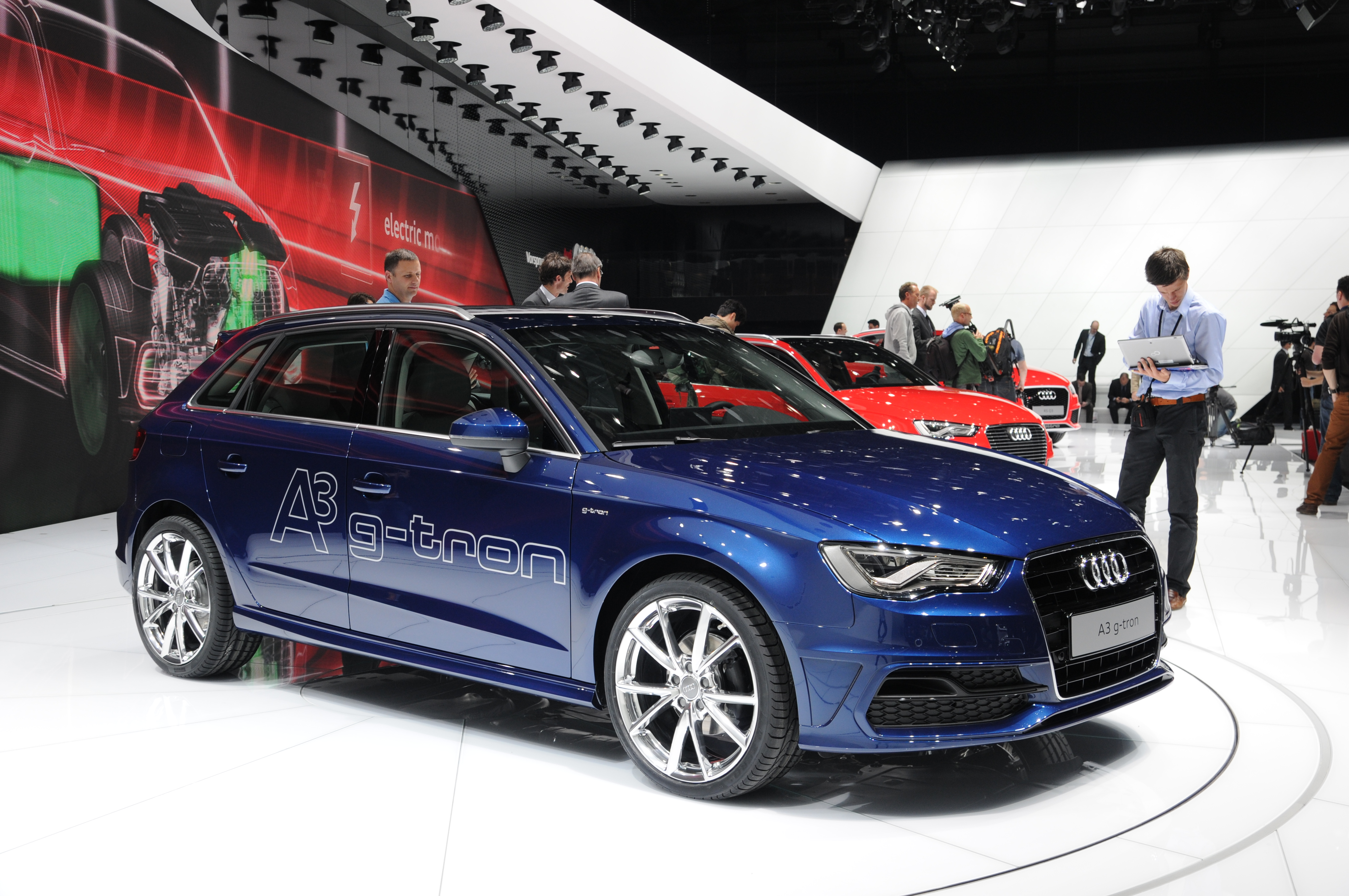
Una A3 g-tron

Presentata a Ginevra nel 2013, la A3 g-tron venne lanciata sul mercato solo un anno dopo. Prevista unicamente in abbinamento con la carrozzeria a 5 porte, la g-tron era la versione bi-fuel benzina/metano della gamma A3. Esteriormente era praticamente identica alle altre Sportback se si eccettuano alcuni dettagli nascosti come la presenza del doppio bocchettone di rifornimento sotto il consueto sportelletto posteriore, o come la presenza di due indicatori di carburante nel cruscotto. Le due bombole di metano da 14,4 kg l'una erano nascoste sotto il piano di carico del baule, che comunque perse 100 litri di capacità per far spazio alle bombole stesse. Queste erano realizzate in lega di alluminio ed erano quindi ben più leggere rispetto alle bombole usuali. In condizioni normali, la g-tron funziona a metano, mentre l'alimentazione a benzina viene attivata quando le bombole sono prossime all'esaurimento. Le prime g-tron montavano un motore 1.4 TFSI da 110 CV e vennero prodotta fino all'agosto 2018, mentre le ultime, lanciate nel marzo 2019 durante l'ultimo anno di carriera commerciale, e denominate A3 30 g-tron in base al nuovo criterio di denominazione dei modelli Audi, montava un 1.5 TFSI da 131 CV. La produzione della A3 terminò nel mese di febbraio del 2020.

### A3 e-tron

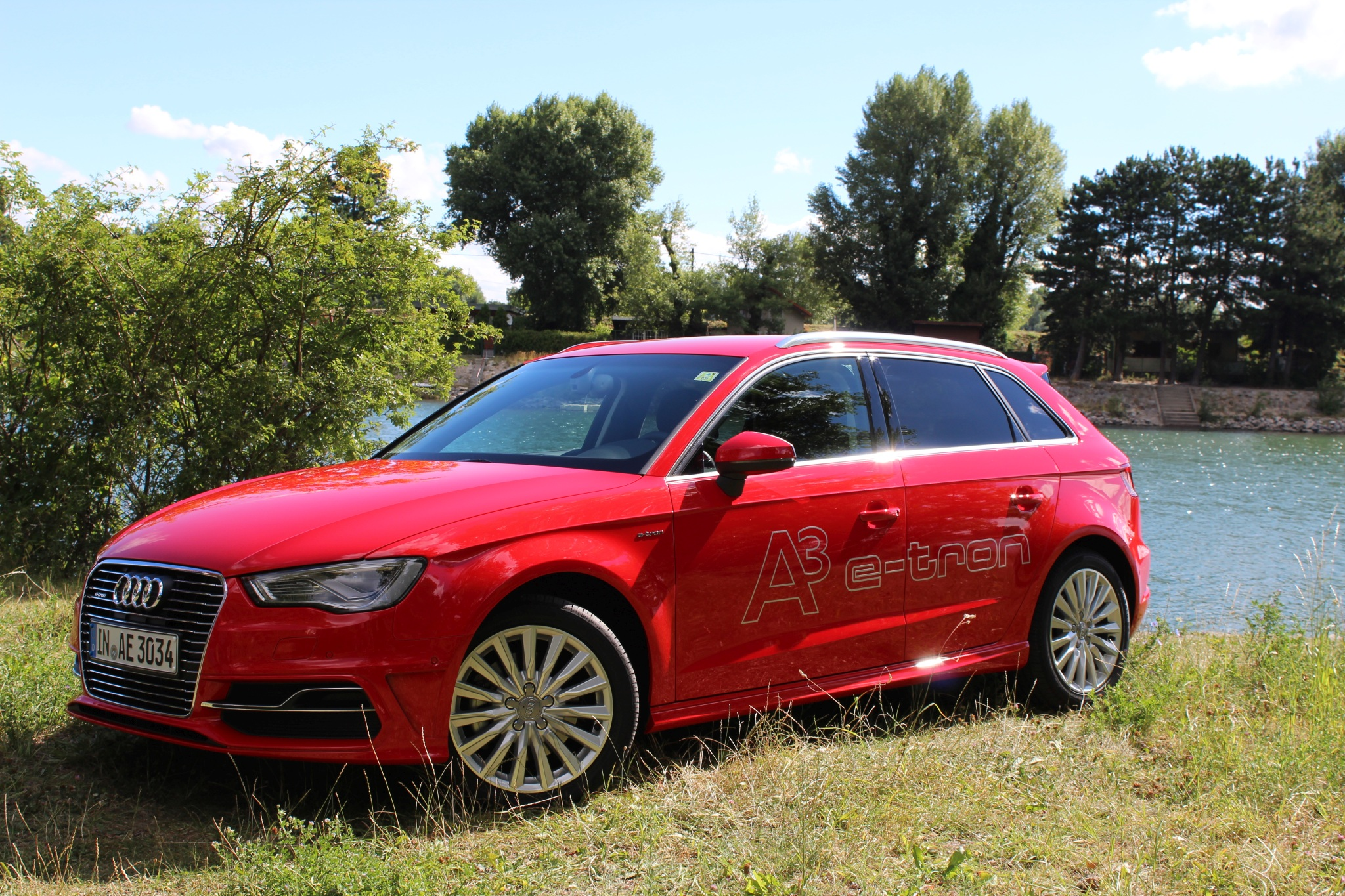
Una A3 e-tron

La A3 e-tron fu la variante ibrida della gamma A3 di terza generazione: si trattò della prima Audi ibrida plug-in della storia e divenne ordinabile a partire dal luglio 2014 nella sola variante Sportback, con le prime consegne che sarebbero invece avvenute a novembre. La A3 e-tron si distingueva dalle altre A3 per la calandra a listelli cromati orizzontali. Il logo al centro della calandra era in realtà uno sportello spostando il quale si accedeva alla presa di ricarica del pacco batterie. Il suo gruppo motopropulsore prevedeva, oltre ad un motore 1.4 turbo da 150 CV, anche un motore elettrico da 102 CV che richiedeva quattro ore per una ricarica completa dalla presa di casa. La potenza complessiva combinata dell'intero gruppo motopropulsore era di 204 CV e l'autonomia della vettura in modalità puramente elettrica era di 50 km mantenendo un'andatura moderata. All'interno dell'abitacolo era presente un cruscotto dotato del cosiddetto power-meter, ossia uno strumento che consentiva di monitorare se le batterie erano in fase di ricarica oppure quanto si era virtuosi alla guida. La batteria utilizzata per alimentare il motore elettrico si trovava sotto il divano posteriore, mentre quella normale, presente in tutte le auto con motore termico, era invece sotto il bagagliaio, a fianco del serbatoio. Anche qui, come nella g-tron, la capacità del baule veniva decurtata di 100 litri. Per quanto riguarda la trasmissione, la A3 e-tron montava un cambio a doppia frizione a 6 rapporti. Anche la e-tron, come la g-tron ebbe una carriera commerciale spezzata in due fasi ben distinte: la prima, ben più duratura, andò avanti fino al marzo 2018, mentre la seconda parte si protrasse solo per gli ultimi quattro mesi di carriera commerciale della A3 8V, ossia dall'ottobre 2019 al febbraio 2020. Durante quest'ultima fase, la e-tron montava lo stesso motore 1.4 da 150 CV di prima, ma con alcune rivisitazioni di dettaglio.

## Riepilogo caratteristiche
Di seguito vengono riepilogate le caratteristiche relative alle varie versioni costituenti la gamma della terza generazione dell'Audi A3 in Europa. Si tenga presente che alcune delle motorizzazioni qui raccolte potevano essere disponibili in alcuni mercati europei e non in altri:
| Audi A3 8V (2012-20) |               |                                |            | |                |                |                            |                              |                    |              |                     |                    |                       |                    |
| Modello              | Carrozzeria   | Motore                         | Cilindrata | Alimentazione                                                                                        | Potenza CV/rpm | Coppia Nm/rpm  | Trazione                   | Cambio/ N°rapporti           | Massa a vuoto (kg) | Velocità max | Acceler. 0–100 km/h | Consumo (l/100 km) | Emissioni CO2/ (g/km) | Anni di produzione |
| Versioni a benzina   |               |                                |            | |                |                |                            |                              |                    |              |                     |                    |                       |                    |
| 1.0 TFSI             | berlina 3p/5p | EA211 (CHZD, DKRF)             | 999        | Iniezione diretta, turbocompressore e intercooler                                                    | 116/ 5000-5500 | 200/ 2000-3500 | Anteriore                  | Manuale 6 marce              | 1.150              | 206          | 9"7                 | 4,5                | 104                   | 05/2016-02/2020    |
| 1.0 TFSI             | berlina 4p    | EA211 (CHZD, DKRF)             | 999        | Iniezione diretta, turbocompressore e intercooler                                                    | 116/ 5000-5500 | 200/ 2000-3500 | Anteriore                  | Manuale 6 marce              | 1.185              | 211          | 9"9                 | 4,4                | 103                   | 05/2016-02/2020    |
| 1.2 TFSI             | berlina 3p/5p | EA211 (CJZA)                   | 1197       | Iniezione diretta, turbocompressore e intercooler                                                    | 105/5000       | 175/ 1400-4000 | Anteriore                  | Manuale 6 marce              | 1.150              | 193          | 10"3                | 4,9                | 114                   | 01/2013-04/2014    |
| 1.2 TFSI             | berlina 3p/5p | EA211 (CYVB)                   | 1197       | Iniezione diretta, turbocompressore e intercooler                                                    | 110/ 4600-5600 | 175/ 1400-4000 | Anteriore                  | Manuale 6 marce              | 1.150              | 198          | 9"9                 | 4,9                | 114                   | 04/2014-04/2016    |
| 1.4 TFSI             | cabriolet     | EA211 (CZCC)                   | 1395       | Iniezione diretta, turbocompressore e intercooler                                                    | 116/ 5000-6000 | 200/ 1400-3500 | Anteriore                  | Manuale 6 marce              | 1.355              | 103          | 10"6                | 5,3                | 120                   | 02/2016-08/2018    |
| 1.4 TFSI             | berlina 3p/5p | EA211 (CMBA, CXSA)             | 1395       | Iniezione diretta, turbocompressore e intercooler                                                    | 122/ 5000-6000 | 200/ 1400-4000 | Anteriore                  | Manuale 6 marce              | 1.175              | 203          | 9"3                 | 5,2                | 120                   | 05/2012-04/2014    |
| 1.4 TFSI             | berlina 3p/5p | EA211 (CXSB, CZCA)             | 1395       | Iniezione diretta, turbocompressore e intercooler                                                    | 125/ 5000-6000 | 200/ 1400-4000 | Anteriore                  | Manuale 6 marce              | 1.175              | 206          | 9"2                 | 5,1                | 117                   | 04/2014-04/2016    |
| 1.4 TFSI             | berlina 4p    | EA211 (CXSB, CZCA)             | 1395       | Iniezione diretta, turbocompressore e intercooler                                                    | 125/ 5000-6000 | 200/ 1400-4000 | Anteriore                  | Manuale 6 marce              | 1.215              | 212          | 9"4                 | 5,3                | 122                   | 07/2013-04/2016    |
| 1.4 TFSI             | cabriolet     | EA211 (CXSB, CZCA)             | 1395       | Iniezione diretta, turbocompressore e intercooler                                                    | 125/ 5000-6000 | 200/ 1400-4000 | Anteriore                  | Manuale 6 marce              | 1.345              | 211          | 10"3                | 5,3                | 124                   | 02/2014-04/2016    |
| 1.4 TFSI CoD         | berlina 3p/5p | EA211 (CPTA)                   | 1395       | Iniezione diretta, turbocompressore e intercooler                                                    | 140/5000       | 250/ 1500-3500 | Anteriore                  | Manuale 6 marce              | 1.195              | 213          | 8"3                 | 4,7                | 109                   | 02/2013-04/2014    |
| 1.4 TFSI CoD         | berlina 4p    | EA211 (CPTA)                   | 1395       | Iniezione diretta, turbocompressore e intercooler                                                    | 140/5000       | 250/ 1500-3500 | Anteriore                  | Manuale 6 marce              | 1.240              | 219          | 8"4                 | 4,8                | 111                   | 05/2013-04/2014    |
| 1.4 TFSI CoD         | cabriolet     | EA211 (CPTA)                   | 1395       | Iniezione diretta, turbocompressore e intercooler                                                    | 140/5000       | 250/ 1500-3500 | Anteriore                  | Manuale 6 marce              | 1.365              | 218          | 9"1                 | 5                  | 114                   | 01/2014-04/2014    |
| 1.4 TFSI CoD ultra   | berlina 3p/5p | EA211 (CUKB, CZEA)             | 1395       | Iniezione diretta, turbocompressore e intercooler                                                    | 150/ 5000-6000 | 250/ 1500-3500 | Anteriore                  | Manuale 6 marce              | 1.205              | 220          | 8"1                 | 4,7                | 109                   | 04/2014-04/2017    |
| 1.4 TFSI CoD ultra   | berlina 4p    | EA211 (CUKB, CZEA)             | 1395       | Iniezione diretta, turbocompressore e intercooler                                                    | 150/ 5000-6000 | 250/ 1500-3500 | Anteriore                  | Manuale 6 marce              | 1.240              | 224          | 8"2                 | 4,7                | 109                   | 04/2014-04/2016    |
| 1.4 TFSI CoD ultra   | cabriolet     | EA211 (CUKB, CZEA)             | 1395       | Iniezione diretta, turbocompressore e intercooler                                                    | 150/ 5000-6000 | 250/ 1500-3500 | Anteriore                  | Manuale 6 marce              | 1.365              | 222          | 8"9                 | 4,9                | 129                   | 04/2014-04/2016    |
| 1.5 TFSI CoD         | berlina 3p/5p | EA211 Evo (DADA, DPCA)         | 1498       | Iniezione diretta, turbocompressore e intercooler                                                    | 150/ 5000-6000 | 250/ 1500-3500 | Anteriore                  | Manuale 6 marce              | 1.200              | 220          | 8"2                 | 5                  | 114                   | 05/2017-02/2020    |
| 1.5 TFSI CoD         | berlina 4p    | EA211 Evo (DADA, DPCA)         | 1498       | Iniezione diretta, turbocompressore e intercooler                                                    | 150/ 5000-6000 | 250/ 1500-3500 | Anteriore                  | Manuale 6 marce              | 1.240              | 224          | 8"2                 | 5                  | 113                   | 05/2017-02/2020    |
| 1.5 TFSI CoD         | cabriolet     | EA211 Evo (DADA, DPCA)         | 1498       | Iniezione diretta, turbocompressore e intercooler                                                    | 150/ 5000-6000 | 250/ 1500-3500 | Anteriore                  | Manuale 6 marce              | 1.380              | 222          | 8"9                 | 5,2                | 118                   | 05/2017-02/2020    |
| 1.8 TFSI             | berlina 3p/5p | EA888 (CJSA, CJSB)             | 1798       | Iniezione diretta, turbocompressore e intercooler                                                    | 180/ 5100-6200 | 250/ 1250-5000 | Anteriore                  | Manuale 6 marce              | 1.230              | 232          | 7"1                 | 5,8                | 135                   | 05/2012-04/2016    |
| 1.8 TFSI             | berlina 4p    | EA888 (CJSA, CJSB)             | 1798       | Iniezione diretta, turbocompressore e intercooler                                                    | 180/ 5100-6200 | 250/ 1250-5000 | Anteriore                  | Manuale 6 marce              | 1.270              | 242          | 7"2                 | 5,8                | 135                   | 05/2013-04/2016    |
| 1.8 TFSI             | cabriolet     | EA888 (CJSA, CJSB)             | 1798       | Iniezione diretta, turbocompressore e intercooler                                                    | 180/ 5100-6200 | 250/ 1250-5000 | Anteriore                  | Manuale 6 marce              | 1.405              | 242          | 7"7                 | 6                  | 140                   | 01/2014-04/2016    |
| 1.8 TFSI quattro     | berlina 3p/5p | EA888 (CJSA, CJSB)             | 1798       | Iniezione diretta, turbocompressore e intercooler                                                    | 180/ 5100-6200 | 250/ 1250-5000 | Integrale                  | Doppia frizione 6 rapporti   | 1.350              | 228          | 6"7                 | 6,6                | 152                   | 09/2012-04/2016    |
| 1.8 TFSI quattro     | berlina 4p    | EA888 (CJSA, CJSB)             | 1798       | Iniezione diretta, turbocompressore e intercooler                                                    | 180/ 5100-6200 | 250/ 1250-5000 | Integrale                  | Doppia frizione 6 rapporti   | 1.395              | 235          | 6"8                 | 6,6                | 152                   | 05/2013-04/2016    |
| 1.8 TFSI quattro     | cabriolet     | EA888 (CJSA, CJSB)             | 1798       | Iniezione diretta, turbocompressore e intercooler                                                    | 180/ 5100-6200 | 250/ 1250-5000 | Integrale                  | Doppia frizione 6 rapporti   | 1.540              | 234          | 7"6                 | 6,6                | 154                   | 01/2014-04/2016    |
| 2.0 TFSI             | berlina 3p/5p | EA888 (CZPB)                   | 1984       | Iniezione diretta, turbocompressore e intercooler                                                    | 190/ 4200-6000 | 320/ 1500-4180 | Anteriore                  | Manuale 6 marce              | 1.255              | 244          | 6"8                 | 5,5                | 126                   | 04/2016-02/2020    |
| 2.0 TFSI             | berlina 4p    | EA888 (CZPB)                   | 1984       | Iniezione diretta, turbocompressore e intercooler                                                    | 190/ 4200-6000 | 320/ 1500-4180 | Anteriore                  | Manuale 6 marce              | 1.290              | 250          | 6,9                 | 5,5                | 125                   | 04/2016-02/2020    |
| 2.0 TFSI             | cabriolet     | EA888 (CZPB)                   | 1984       | Iniezione diretta, turbocompressore e intercooler                                                    | 190/ 4200-6000 | 320/ 1500-4180 | Anteriore                  | Manuale 6 marce              | 1.430              | 250          | 7"3                 | 5,6                | 128                   | 04/2016-02/2020    |
| 2.0 TFSI quattro     | berlina 3p/5p | EA888 (CZPB)                   | 1984       | Iniezione diretta, turbocompressore e intercooler                                                    | 190/ 4200-6000 | 320/ 1500-4180 | Integrale                  | Doppia frizione 6 rapporti   | 1.355              | 236          | 6"1                 | 5,7                | 130                   | 04/2016-02/2020    |
| 2.0 TFSI quattro     | berlina 4p    | EA888 (CZPB)                   | 1984       | Iniezione diretta, turbocompressore e intercooler                                                    | 190/ 4200-6000 | 320/ 1500-4180 | Integrale                  | Doppia frizione 6 rapporti   | 1.400              | 242          | 6"2                 | 5,7                | 129                   | 04/2016-02/2020    |
| 2.0 TFSI quattro     | cabriolet     | EA888 (CZPB)                   | 1984       | Iniezione diretta, turbocompressore e intercooler                                                    | 190/ 4200-6000 | 320/ 1500-4180 | Integrale                  | Doppia frizione 6 rapporti   | 1.555              | 242          | 6"9                 | 5,9                | 136                   | 04/2016-02/2020    |
| S3                   | berlina 3p/5p | EA888 (CJXC)                   | 1984       | Doppia iniezione diretta o indiretta a seconda del carico del motore, turbocompressore e intercooler | 300/ 5500-6200 | 380/ 1800-5500 | Integrale                  | Manuale 6 marce              | 1.395              | 250          | 5"2                 | 7                  | 162                   | 05/2013-04/2016    |
| S3                   | berlina 3p/5p | EA888 (CJXG, DJHA)             | 1984       | Doppia iniezione diretta o indiretta a seconda del carico del motore, turbocompressore e intercooler | 310/ 5800-6500 | 380/ 1800-5700 | Integrale                  | Manuale 6 marce              | 1.405              | 250          | 5"2                 | 7                  | 162                   | 05/2016-08/2018    |
| S3                   | berlina 5p    | EA888 (DNUE)                   | 1984       | Doppia iniezione diretta o indiretta a seconda del carico del motore, turbocompressore e intercooler | 300/ 5300-6500 | 400/ 2000-5200 | Integrale                  | Doppia frizione 7 rapporti   | 1.490              | 250          | 4"7                 | 6,8                | 155                   | 11/2018-05/2020    |
| S3                   | berlina 4p    | EA888 (CJXC)                   | 1984       | Doppia iniezione diretta o indiretta a seconda del carico del motore, turbocompressore e intercooler | 300/ 5500-6200 | 380/ 1800-5500 | Integrale                  | Manuale 6 marce              | 1.430              | 250          | 5"3                 | 7                  | 162                   | 02/2014-04/2016    |
| S3                   | berlina 4p    | EA888 (CJXG, DJHA)             | 1984       | Doppia iniezione diretta o indiretta a seconda del carico del motore, turbocompressore e intercooler | 310/ 5800-6500 | 380/ 1800-5700 | Integrale                  | Manuale 6 marce              | 1.430              | 250          | 5"3                 | 7                  | 162                   | 05/2016-08/2018    |
| S3                   | berlina 4p    | EA888 (DNUE)                   | 1984       | Doppia iniezione diretta o indiretta a seconda del carico del motore, turbocompressore e intercooler | 300/ 5300-6500 | 400/ 2000-5200 | Integrale                  | Doppia frizione 7 rapporti   | 1.495              | 250          | 4"7                 | 6,8                | 155                   | 11/2018-05/2020    |
| S3                   | cabriolet     | EA888 (CJXC)                   | 1984       | Doppia iniezione diretta o indiretta a seconda del carico del motore, turbocompressore e intercooler | 300/ 5500-6200 | 380/ 1800-5500 | Integrale                  | Doppia frizione a 7 rapporti | 1.620              | 250          | 5"4                 | 7,1                | 165                   | 04/2014-04/2016    |
| S3                   | cabriolet     | EA888 (CJXG, DJHA)             | 1984       | Doppia iniezione diretta o indiretta a seconda del carico del motore, turbocompressore e intercooler | 310/ 5800-6500 | 380/ 1800-5700 | Integrale                  | Doppia frizione a 7 rapporti | 1.635              | 250          | 5"1                 | 6,7                | 153                   | 05/2016-08/2018    |
| S3                   | cabriolet     | EA888 (DNUE)                   | 1984       | Doppia iniezione diretta o indiretta a seconda del carico del motore, turbocompressore e intercooler | 300/ 5300-6500 | 400/ 2000-5200 | Integrale                  | Doppia frizione a 7 rapporti | 1.665              | 250          | 5"2                 | 7,1                | 162                   | 11/2018-05/2020    |
| RS3                  | berlina 5p    | EA855 evo (CZGB)               | 2480       | Doppia iniezione diretta o indiretta a seconda del carico del motore, turbocompressore e intercooler | 367/ 5550-6800 | 465/ 1625-5550 | Integrale                  | Doppia frizione a 7 rapporti | 1.520              | 250          | 4"3                 | 8,1                | 189                   | 04/2015-04/2016    |
| RS3                  | berlina 5p    | EA855 evo (DAZA)               | 2480       | Doppia iniezione diretta o indiretta a seconda del carico del motore, turbocompressore e intercooler | 400/ 5850-7000 | 480/ 1700-5850 | Integrale                  | Doppia frizione a 7 rapporti | 1.510              | 250          | 4"1                 | 8,3                | 189                   | 08/2017-05/2018    |
| RS3                  | berlina 5p    | EA855 evo (DNWA)               | 2480       | Doppia iniezione diretta o indiretta a seconda del carico del motore, turbocompressore e intercooler | 400/ 5850-7000 | 480/ 1950-5850 | Integrale                  | Doppia frizione a 7 rapporti | 1.530              | 250          | 4"1                 | 8,5                | 194                   | 02/2019-07/2020    |
| RS3                  | berlina 4p    | EA855 evo (DAZA)               | 2480       | Doppia iniezione diretta o indiretta a seconda del carico del motore, turbocompressore e intercooler | 400/ 5850-7000 | 480/ 1700-5850 | Integrale                  | Doppia frizione a 7 rapporti | 1.515              | 250          | 4"1                 | 8,3                | 188                   | 08/2017-05/2018    |
| Versioni diesel      |               |                                |            | |                |                |                            |                              |                    |              |                     |                    |                       |                    |
| 1.6 TDI              | berlina 3p/5p | EA288 (CLHA)                   | 1598       | Turbodiesel iniezione diretta common rail                                                            | 105/ 3000-4000 | 250/ 1500-2750 | Anteriore                  | Manuale 6 marce              | 1.230              | 195          | 10"7                | 3,8                | 99                    | 08/2012-04/2014    |
| 1.6 TDI              | berlina 3p/5p | EA288 (DBKA)                   | 1598       | Turbodiesel iniezione diretta common rail                                                            | 110/ 3200-4000 | 250/ 1500-3000 | Anteriore                  | Manuale 6 marce              | 1.230              | 200          | 10"5                | 3,8                | 99                    | 04/2014-03/2017    |
| 1.6 TDI              | berlina 3p/5p | EA288 (DDYA, DGTE)             | 1598       | Turbodiesel iniezione diretta common rail                                                            | 116/ 3250-4000 | 250/ 1500-3200 | Anteriore                  | Manuale 6 marce              | 1.230              | 202          | 10"2                | 4                  | 106                   | 03/2017-02/2020    |
| 1.6 TDI              | berlina 4p    | EA288 (DBKA)                   | 1598       | Turbodiesel iniezione diretta common rail                                                            | 110/ 3200-4000 | 250/ 1500-3000 | Anteriore                  | Manuale 6 marce              | 1.270              | 203          | 10"7                | 3,8                | 99                    | 04/2014-03/2017    |
| 1.6 TDI              | berlina 4p    | EA288 (DDYA, DGTE)             | 1598       | Turbodiesel iniezione diretta common rail                                                            | 116/ 3250-4000 | 250/ 1500-3200 | Anteriore                  | Manuale 6 marce              | 1.270              | 205          | 10"4                | 4                  | 104                   | 04/2017-02/2020    |
| 1.6 TDI              | cabriolet     | EA288 (DBKA)                   | 1598       | Turbodiesel iniezione diretta common rail                                                            | 110/ 3200-4000 | 250/ 1500-3000 | Anteriore                  | Manuale 6 marce              | 1.420              | 200          | 11"4                | 3.9                | 104                   | 04/2014-03/2017    |
| 1.6 TDI ultra        | berlina 3p/5p | EA288 (CRKB, CXXB)             | 1598       | Turbodiesel iniezione diretta common rail                                                            | 110/ 3200-4000 | 250/ 1500-3000 | Anteriore                  | Manuale 6 marce              | 1.205              | 200          | 10"5                | 3,2                | 85                    | 08/2013-12/2015    |
| 1.6 TDI ultra        | berlina 4p    | EA288 (CRKB, CXXB)             | 1598       | Turbodiesel iniezione diretta common rail                                                            | 110/ 3200-4000 | 250/ 1500-3000 | Anteriore                  | Manuale 6 marce              | 1.215              | 203          | 10"7                | 3,5                | 9,2                   | 04/2014-12/2015    |
| 2.0 TDI              | berlina 3p/5p | EA288 (CRBC, CRLB)             | 1968       | Turbodiesel iniezione diretta common rail                                                            | 150/ 3500-4000 | 320/ 1750-3000 | Anteriore                  | Manuale 6 marce              | 1.280              | 216          | 8"6                 | 4,1                | 106                   | 05/2012-04/2014    |
| 2.0 TDI              | berlina 3p/5p | EA288 (DBGA, DEJA, CRLB)       | 1968       | Turbodiesel iniezione diretta common rail                                                            | 150/ 3500-4000 | 340/ 1750-3000 | Anteriore                  | Manuale 6 marce              | 1.275              | 218          | 8"1                 | 4,5                | 106                   | 04/2014-02/2020    |
| 2.0 TDI              | berlina 3p/5p | EA288 (CUPA, CUNA)             | 1968       | Turbodiesel iniezione diretta common rail                                                            | 184/ 3500-4000 | 380/ 1750-3250 | Anteriore                  | Manuale 6 marce              | 1.285              | 234          | 7"3                 | 4,1                | 108                   | 05/2013-08/2018    |
| 2.0 TDI              | berlina 4p    | EA288 (CRBC, CRLB)             | 1968       | Turbodiesel iniezione diretta common rail                                                            | 150/ 3500-4000 | 320/ 1750-3000 | Anteriore                  | Manuale 6 marce              | 1.315              | 220          | 8"7                 | 4,1                | 107                   | 05/2013-04/2014    |
| 2.0 TDI              | berlina 4p    | EA288 (DBGA, DEJA, CRLB)       | 1968       | Turbodiesel iniezione diretta common rail                                                            | 150/ 3500-4000 | 340/ 1750-3000 | Anteriore                  | Manuale 6 marce              | 1.315              | 224          | 8"6                 | 4,1                | 107                   | 10/2013-02/2020    |
| 2.0 TDI              | berlina 4p    | EA288 (CUPA, CUNA)             | 1968       | Turbodiesel iniezione diretta common rail                                                            | 184/ 3500-4000 | 380/ 1750-3250 | Anteriore                  | Manuale 6 marce              | 1.320              | 241          | 7"4                 | 4,1                | 109                   | 04/2014-08/2018    |
| 2.0 TDI              | cabriolet     | EA288 (DBGA, DEJA, CRLB)       | 1968       | Turbodiesel iniezione diretta common rail                                                            | 150/ 3500-4000 | 340/ 1750-3000 | Anteriore                  | Manuale 6 marce              | 1.460              | 224          | 8"9                 | 4,2                | 110                   | 01/2014-02/2020    |
| 2.0 TDI              | cabriolet     | EA288 (CUPA, CUNA)             | 1968       | Turbodiesel iniezione diretta common rail                                                            | 184/ 3500-4000 | 380/ 1750-3250 | Anteriore                  | Manuale 6 marce              | 1.470              | 241          | 7"9                 | 4,3                | 114                   | 04/2014-08/2018    |
| 2.0 TDI quattro      | berlina 3p/5p | EA288 (CRBC, CRLB)             | 1968       | Turbodiesel iniezione diretta common rail                                                            | 150/ 3500-4000 | 320/ 1750-3000 | Integrale                  | Manuale 6 marce              | 1.360              | 214          | 8"4                 | 4,7                | 122                   | 05/2013-04/2014    |
| 2.0 TDI quattro      | berlina 3p/5p | EA288 (DBGA, DEJA, CRLB)       | 1968       | Turbodiesel iniezione diretta common rail                                                            | 150/ 3500-4000 | 340/ 1750-3000 | Integrale                  | Manuale 6 marce              | 1.355              | 214          | 8"2                 | 4,7                | 122                   | 04/2014-02/2020    |
| 2.0 TDI quattro      | berlina 3p/5p | EA288 (CUPA, CUNA)             | 1968       | Turbodiesel iniezione diretta common rail                                                            | 184/ 3500-4000 | 380/ 1750-3250 | Integrale                  | Doppia frizione 6 rapporti   | 1.390              | 230          | 6"8                 | 4,7                | 124                   | 05/2013-02/2020    |
| 2.0 TDI quattro      | berlina 4p    | EA288 (CRBC, CRLB)             | 1968       | Turbodiesel iniezione diretta common rail                                                            | 150/ 3500-4000 | 320/ 1750-3000 | Integrale                  | Manuale 6 marce              | 1.400              | 220          | 8"5                 | 4,7                | 121                   | 05/2013-04/2014    |
| 2.0 TDI quattro      | berlina 4p    | EA288 (DBGA, DEJA, CRLB)       | 1968       | Turbodiesel iniezione diretta common rail                                                            | 150/ 3500-4000 | 340/ 1750-3000 | Integrale                  | Manuale 6 marce              | 1.395              | 220          | 8"3                 | 4,7                | 122                   | 10/2013-02/2020    |
| 2.0 TDI quattro      | berlina 4p    | EA288 (CUPA, CUNA)             | 1968       | Turbodiesel iniezione diretta common rail                                                            | 184/ 3500-4000 | 380/ 1750-3250 | Integrale                  | Doppia frizione 6 rapporti   | 1.430              | 237          | 6"9                 | 4,7                | 124                   | 04/2014-02/2020    |
| 2.0 TDI quattro      | cabriolet     | EA288 (DBGA, DEJA, CRLB)       | 1968       | Turbodiesel iniezione diretta common rail                                                            | 150/ 3500-4000 | 340/ 1750-3000 | Integrale                  | Manuale 6 marce              | 1.540              | 220          | 8"8                 | 4,5                | 125                   | 04/2014-02/2020    |
| 2.0 TDI quattro      | cabriolet     | EA288 (CUPA, CUNA)             | 1968       | Turbodiesel iniezione diretta common rail                                                            | 184/ 3500-4000 | 380/ 1750-3250 | Integrale                  | Doppia frizione 6 rapporti   | 1.590              | 237          | 7"6                 | 4,9                | 129                   | 04/2014-02/2020    |
| Versioni bi-fuel     |               |                                |            | |                |                |                            |                              |                    |              |                     |                    |                       |                    |
| g-tron               | berlina 5p    | EA211 (CPWA)                   | 1395       | Bi-fuel benzina/metano, iniezione diretta, turbocompressore e intercooler                            | 110/ 4800-6000 | 200/ 1500-3500 | Anteriore                  | Manuale 6 marce              | 1.260              | 197          | 10"8                | 5,2/3,3            | 88/120                | 02/2014-08/2018    |
| 30 g-tron            | berlina 5p    | EA211 evo (DHFA)               | 1498       | Bi-fuel benzina/metano, iniezione diretta, turbocompressore e intercooler                            | 131/ 5000-6000 | 250/ 1500-3500 | Doppia frizione 7 rapporti | 1.310                        | 211                | 9"4          | 6,4/4,2             | 96                 | 03/2019-02/2020       |                    |
| Versioni ibride      |               |                                |            | |                |                |                            |                              |                    |              |                     |                    |                       |                    |
| e-tron               | berlina 5p    | CUKB o CXUA + motore elettrico | 1395       | Batteria, iniezione diretta, turbocompressore e intercooler                                          | 204/5000       | 350/1600       | Anteriore                  | Doppia frizione 6 rapporti   | 1.540              | 222          | 7"6                 | 1,7                | 39                    | 07/2014-03/2018    |
| 40 e-tron            | berlina 5p    | EA211 + motore elettrico       | 1395       | Batteria, iniezione diretta, turbocompressore e intercooler                                          | 204/5000       | 350/1600       | Anteriore                  | Doppia frizione 6 rapporti   | 1.555              | 222          | 7"6                 | 2                  | 46                    | 10/2019-02/2020    |